# Republika rzymska
Republika rzymska (łac. Res publica Romana) – okres w historii starożytnego Rzymu w którym był on republiką, trwający od upadku królestwa w 509* do początku cesarstwa w 27.

## Wczesna republika

### Powstanie republiki i konflikt pomiędzy plebejuszami a patrycjuszami

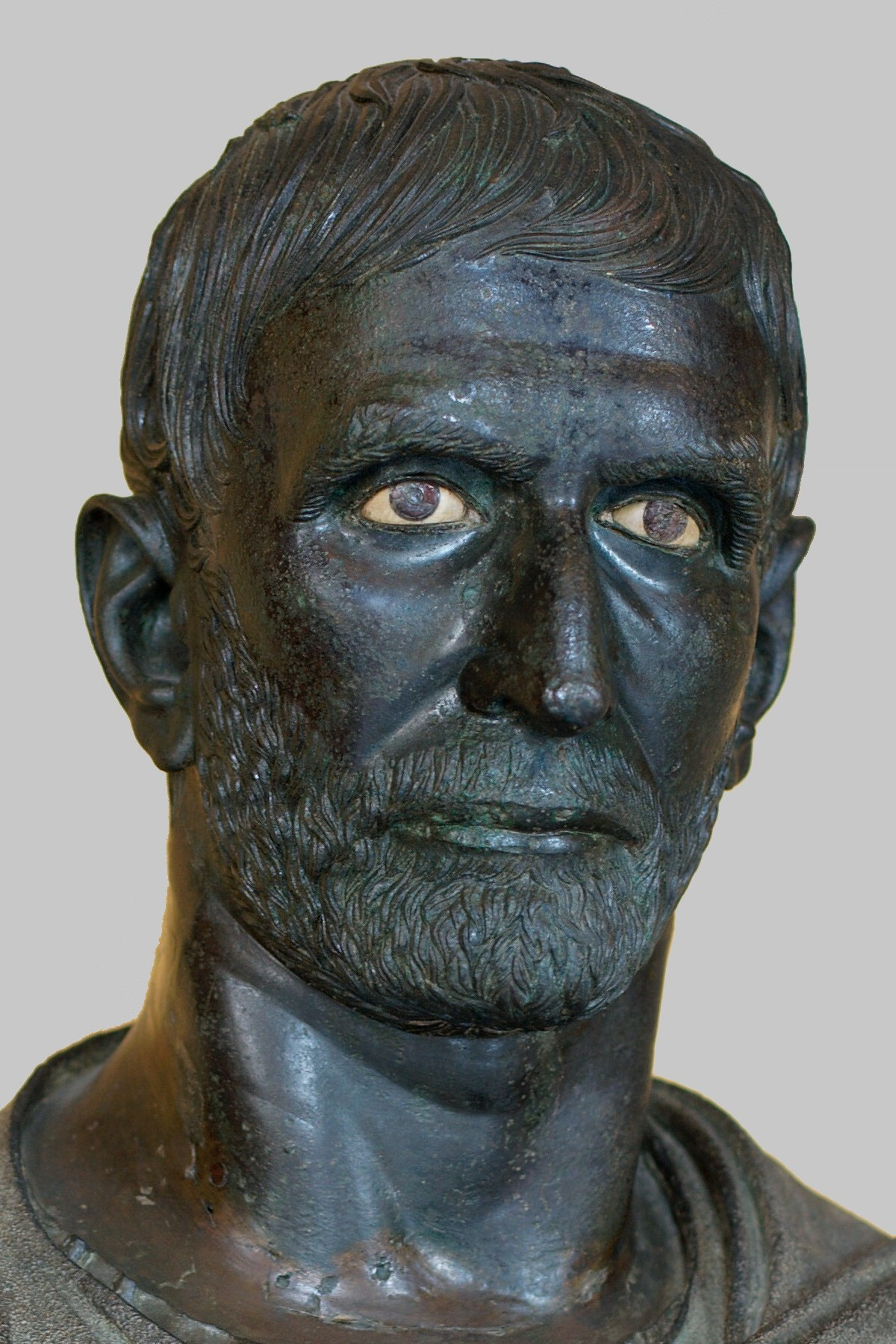
Brutus Kapitoliński, powstała na przełomie IV i III w. p.n.e. rzeźba z brązu, tradycyjnie uważana za przedstawienie Luciusa Iuniusa Brutusa, twórcy republiki. Muzea Kapitolińskie

Zgodnie z rzymską tradycją historyczną od momentu swojego powstania Rzym był rządzony przez królów. Ostatnim z nich miał być Tarquinius Superbus (534* – 509*), którego tyrańskie rządy zakończyły się wygnaniem z Rzymu. Po obaleniu monarchii Rzym stał się republiką, co wiązało się przede wszystkim z postawieniem na czele państwa dwóch jednorocznych urzędników o równej władzy, początkowo prawdopodobnie nazywanych pretorami, a później konsulami. Prawo do sprawowania konsulatu i innych urzędów przysługiwało jedynie patrycjuszom, którzy tworzyli zamknięty stan arystokratyczny, ponieważ tylko ich uważano za uprawnionych do dokonywania czynności o charakterze sakralnym (w szczególności auspicjów) podtrzymujących więzi pomiędzy Rzymem a bogami. W roku 494* grupa obywateli postanowiła się zbuntować przeciwko nadużyciom konsulów i opuściła Rzym, po czym zawiązała sprzysiężenie, powołując spośród siebie dwóch trybunów, mających chronić członków sprzysiężenia przed nadużyciami urzędników. Średniozamożni plebejusze, bo pod taką nazwą stali się znani członkowie sprzysiężenia, stanowili zasadniczą część rzymskiej armii, stąd patrycjusze nie mogli ich po prostu zignorować. Tak rozpoczęła się trwająca dwa wieki walka patrycjuszy z plebejuszami. Pierwszym znaczącym sukcesem plebejuszy była kodyfikacja prawa w postaci tzw. Prawa XII tablic z 449*, która ograniczyła samowolę urzędników. W tym samym roku republika uznała także istnienie organizacji plebejskiej i nietykalność trybunów. W latach 444* – 367* zamiast konsulów powoływano 3 lub 6 trybunów konsularnych, przy czym kilkukrotnie stali się nimi plebejusze. Pozycja organizacji plebejuszy wzrosła w IV w. p.n.e., kiedy zaczęła ona zdobywać poparcie wśród rzymskiej biedoty domagając się rozdziału pomiędzy obywateli ziemi publicznej (ager publicus) oraz uchwalenia ustaw chroniących przed niewolą za długi. To w tym okresie do plebejuszy zaliczono wszystkich obywateli rzymskich nie będących patrycjuszami. W roku 367* plebejuszy dopuszczono do konsulatu, zaś w 326* zniesiono niewolę za długi. Za ostateczny koniec konfliktu pomiędzy plebejuszami a patrycjuszami uważa się uchwalenie w roku 287 lex Hortensia, zgodnie z którą uchwały komicjów plebejskich (plebiscitia) uzyskały moc ustaw (leges) wiążących całe państwo bez obowiązkowego dotychczas zatwierdzenia senatu. Ostatecznie pewna część górnej warstwy plebsu zespoliła się z patrycjuszami poprzez mieszane małżeństwa i wspólne sprawowanie urzędów, tak że „zaczęła się wytwarzać nowa arystokracja senatorska, określana często mianem nobilitas.

### Podbój Italii

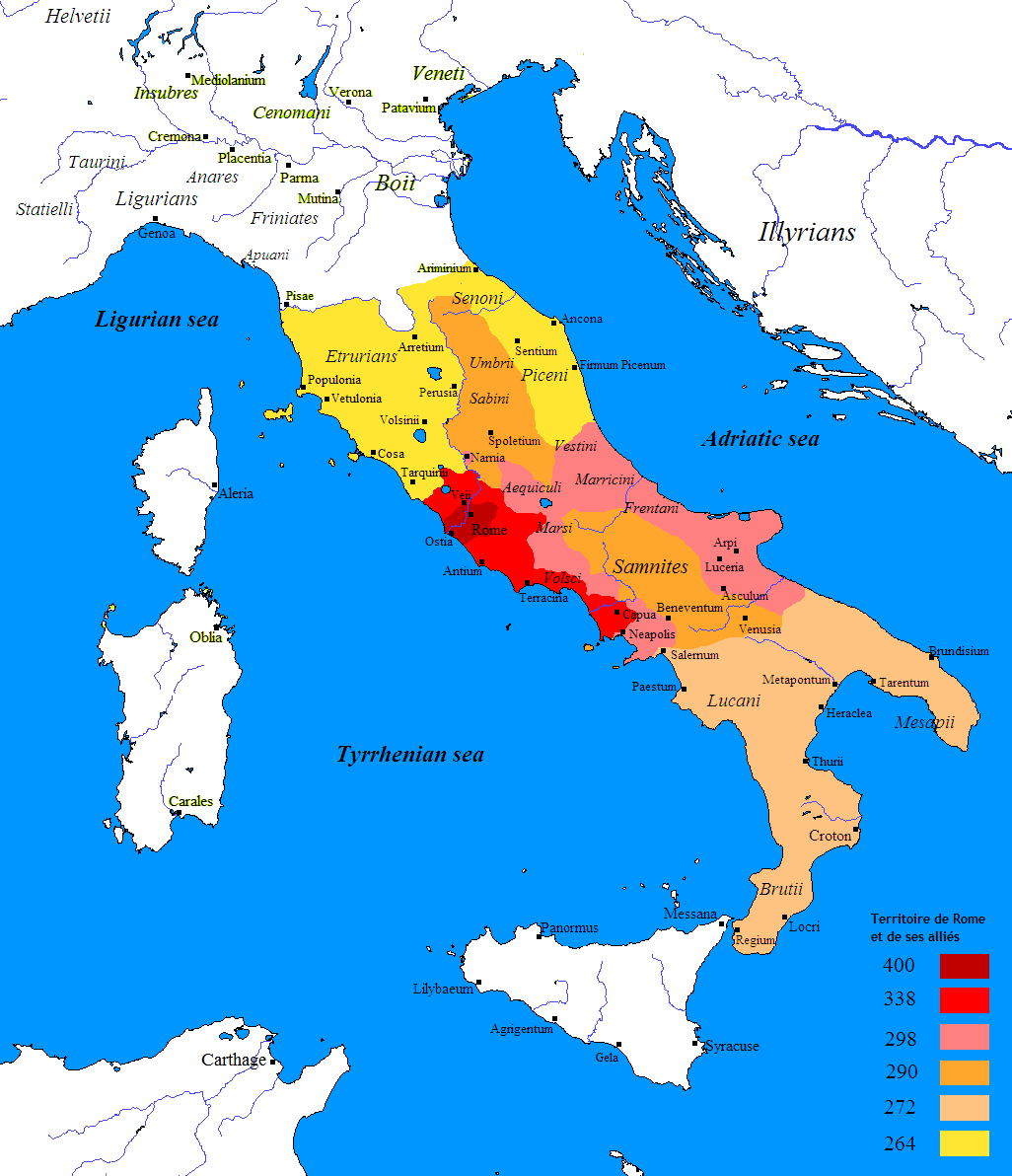
Rzymski podbój Italii

Kompromis pomiędzy patrycjuszami a plebejuszami został zawarty w obliczu konieczności wspólnego prowadzenia wojen, które doprowadziły Rzym do podboju całej Italii. Po upadku monarchii Rzym od nowa uregulował stosunki z Latynami zawierając z nimi w roku 493* przymierze znane jako foedus Cassianum. Prowadzone w V w. wojny, skierowane przede wszystkim przeciwko Wolskom, Aeuquom i Sabinom, przynosiły korzyści wszystkim członkom przymierza. Przełomowym wydarzeniem było zdobycie w roku 396* wielkiego etruskiego miasta Veii. Miasto zostało zniszczone, a jego mieszkańcy wymordowani lub sprzedani w niewolę, tak że cała jego ziemia uprawna mogła zostać rozdzielona. Zanim Rzymianie zdecydowali w jaki sposób tego dokonać padli ofiarą najazdu galijskich Senonów, którzy w 390* zniszczyli rzymską armię i zajęli miasto. Po ustąpieniu najeźdźców Rzymianie, pomimo wcześniejszego oporu patrycjuszy, dokonali podziału zdobytej wcześniej ziemi na sposób skrajnie egalitarny – działki ziemi otrzymali wszyscy Rzymianie płci męskiej, nie tylko obywatele, ale także ich synowie. W ten sposób wszyscy obywatele stali się posiadaczami zobowiązanymi do służby wojskowej i gdy dorosło pokolenie, które w czasie najazdu galijskiego było chłopcami, okazało się, że potencjał militarny Rzymu nieporównanie przewyższa siły jego sąsiadów. Pierwszym celem Rzymian było odbudowanie ich przymierza z Latynami, co ostatecznie dokonało się w 354*, tym razem jednak na zasadzie dominacji Rzymu nad Związkiem Latyńskim. W 343* związek miast kampańskich, z Kapuą na czele, zaproponował Rzymowi sojusz skierowany przeciwko zagrażającym im Samnitom. Rzymianie przystali na tę propozycję i w rezultacie doszło do wybuchu tzw. I wojny samnickiej (343* – 341*) W konflikcie z Samnitami wielu sprzymierzeńców Rzymu, na czele z Latynami, dostrzegło szansę na uwolnienie się od rzymskiej hegemonii, co spowodowało wybuch tzw. wojny latyńskiej (340–338). Po zwycięstwie w tym konflikcie Rzymianie ostatecznie rozwiązali Związek Latyński.
Samnici okazali się najgroźniejszym przeciwnikiem z jakim Rzymianom przyszło się zmierzyć w Italii. W trakcie II wojny samnickiej (326* – 304*) Rzymianie ponieśli szereg porażek, na czele z upokarzającą klęską w Wąwozie Kaudyńskim w 321* Ostatecznie udało im się jednak pokonać przeciwnika, w dużej mierze dzięki wsparciu ze strony ludów południowej i środkowej Italii, które czuły się zagrożone przez Samnitów, co nie przeszkodziło Rzymianom w późniejszym bezwzględnym podporządkowaniu ówczesnych sojuszników. Zajmując Kampanię i Apulię Rzymianie odcięli Samnitów od morza i w 304* zgodzili się oni na pokój uznający te zdobycze. Rzym rozpoczął teraz operacje przeciwko wielu małym ludom środkowej Italii, odcinając Samnitów od Etrusków, którzy wspierali ich w czasie niedawno zakończonej wojny. Samnici wykorzystali pokój do utworzenia szerokiej antyrzymskiej koalicji, w skład której oprócz nich samych weszli Lukanowie, Sabinowie, Umbrowie i Senonowie. III wojna samnicka (298–290) została rozstrzygnięta w 295 w wielkiej bitwie pod Sentinum, w której Rzymianie pokonali armię Samnitów i Senonów. W jej wyniku z antyrzymskiej koalicji wycofali się Senonowie, Etruskowie i Umbrowie, tak że w 290 osamotnieni Samnici musieli skapitulować, zachowując jednak niezależność. Klęska poniesiona przez Rzymian z rąk Senonów w 284 sprawiła, że wystąpiła przeciwko nim większość nadal niezależnych ludów Italii. W 283 Rzymianie niemal całkowicie eksterminowali Senonów, zajmując ich ziemię, i pokonali sprzymierzonych z Bojami Etrusków, którzy musieli im się podporządkować. W 282 Rzym sprowokował wojnę z ostatnim niezależnym miastem Italii, Tarentem, który zwrócił się o pomoc do króla Epiru Pyrrusa (307–302, 297–272). W trakcie wojny z Pyrrusem (280–275) Rzymianie doznali szeregu porażek, jednak w krytycznym momencie udało im się zawrzeć sojusz z Kartaginą. W roku 275 Pyrrus wycofał się z Italii, zaś jego śmierć w roku 272 stała się sygnałem do kapitulacji Tarentu i dotychczas nieugiętych Samnitów. Za ostatni akt podboju Italii uznaje się zdobycie przez Rzym etruskiego miasta Volsinii w 264.

### Społeczeństwo i ustrój wczesnej republiki

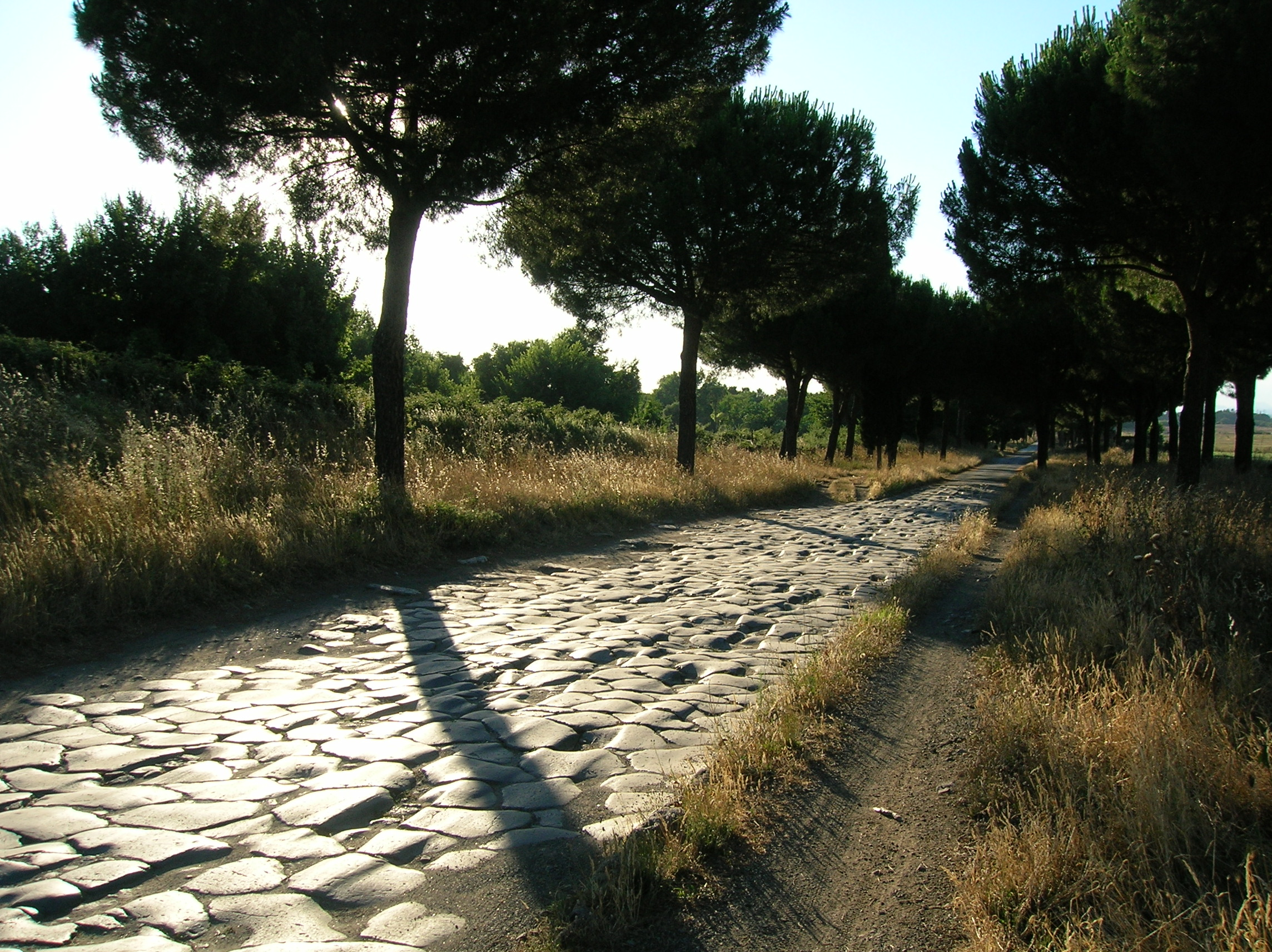
Via Appia, najstarsza droga rzymska

Podbój Italii był możliwy, ponieważ Rzymianie stworzyli mechanizmy powodujące, iż każde kolejne zwycięstwo pomnażało ich potęgę. Odbywało się to przede wszystkim poprzez osadzanie na zdobytej ziemi (po uprzedniej eksterminacji lub wygnaniu poprzednich mieszkańców) własnych obywateli, głównie w ramach tzw. kolonii. Ponieważ armia rzymska miała charakter obywatelski, tj. składała się z Rzymian zobowiązanych do różnego rodzaju służby wojskowej zależnie od wielkości posiadanego majątku (najbogatsi tworzyli kawalerię, najbiedniejsi służyli jako procarze) każdy taki przydział ziemi oznaczał zwiększenie potencjału militarnego państwa. Mieszkańcom wielu podbitych miast nadawano rzymskie obywatelstwo (często było to tzw. civitates sine suffragio, czyli bez praw politycznych), przy zachowaniu poprzedniego. Tego rodzaju nadal autonomiczne osady były nazywane municypiami. Ci nowi obywatele, zdegradowani zarówno politycznie, jak i majątkowo, musieli początkowo odczuwać wobec zdobywców ogromny resentyment, jednak nieustanna ekspansja ich nowych władców dawała im szansę odzyskania statusu quo ante, a nawet jego podwyższenia, kosztem kolejnych ofiar Rzymu. W ten sposób „raz skorzystawszy z owoców zaborczości, której sami padli byli ofiarą, nowi obywatele nie mieli już wyboru i stawali się takimi samymi patriotami rzymskimi jak obywatele optimo iure”. Ta polityka rozciągania własnego obywatelstwa na ludy podbite była być może największą różnicą kultury politycznej Rzymu w stosunku do greckich polis, gdzie obowiązywała zasada obywatelskiego ekskluzywizmu. W okresach przerw pomiędzy wielkimi wojnami Rzymianie atakowali znacznie słabszych przeciwników, często ich sprzymierzeńców, pod różnymi pretekstami traktowanych jak buntownicy, i konfiskowali część ich ziemi. Ta brutalność była akceptowana przez wszystkie warstwy społeczeństwa, ponieważ chłopom dawała upragnioną ziemię i łupy, zaś ich wodzom sławę i bogactwo.

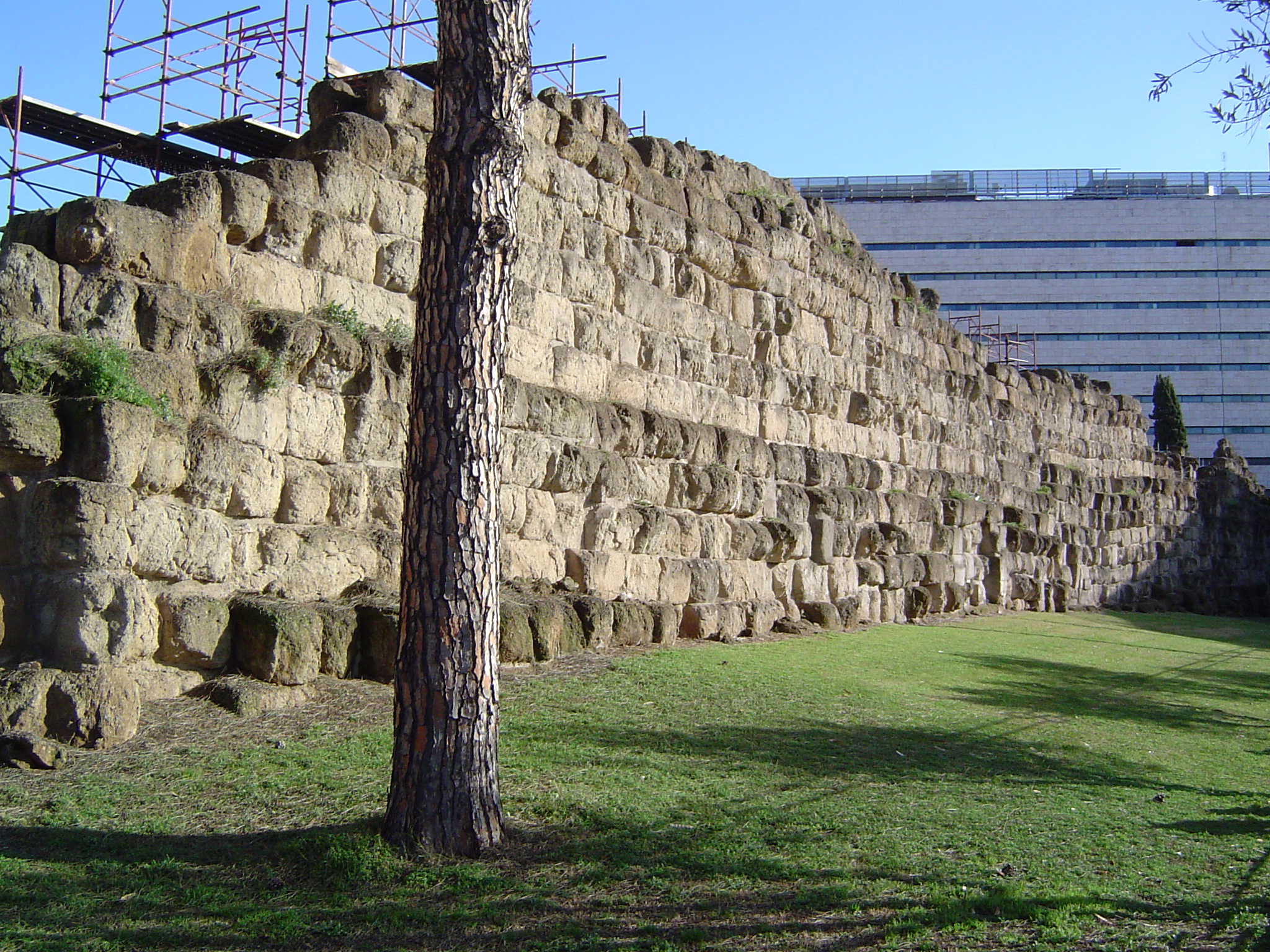
Pozostałości Muru Serviusa zbudowanego przez Rzymian po tym gdy w 390* miasto zdobyli Senonowie

Najłagodniejszą formą podporządkowania Rzymowi był sojusz (foedus), zakładający udzielanie pomocy wojskowej (auxilia). Kontyngenty sprzymierzeńców, którzy zachowywali wewnętrzną autonomię i poza tym nie płacili daniny, stanowiły ponad połowę rzymskiej armii. Szczególną kategorię stanowili Latynowie, którym przysługiwało tzw. ius latinum, niepełna forma obywatelstwa rzymskiego, zgodnie z którą mogli oni korzystać z praw politycznych po przeniesieniu się do Rzymu. Od czasu zwycięstwa nad Latynami w 338* Rzymianie stosowali zasadę zgodnie z którą z każdym pokonanym przeciwnikiem zawierali osobny traktat (jeśli nie unicestwili go całkowicie) i chociaż sprzymierzeńcy byli związani sojuszem z nimi, to nie mogli zawierać sojuszy pomiędzy sobą. W ten sposób Rzymianie mogli wygrywać animozje pomiędzy sprzymierzeńcami, różnicując ich status według swojego upodobania, zgodnie z zasadą divide et impera. Oznaczało to iż Italia „pozostała luźną federacją silnie uzależnionych od Rzymu państewek. Sam Rzym zachował formy ustrojowe miasta państwa (civitas) i naczelne władze rzymskie pozostały w zasadzie władzami miejskimi”.
Szacuje się, że po zakończeniu podboju Italii Rzymianie dysponowali rezerwami ludzkimi sięgającymi nawet 700 tys. zobowiązanych do służby wojskowej i były to siły wielokrotnie większe od wojsk jakiegokolwiek innego państwa w basenie Morza Śródziemnego, pozwalające na natychmiastowe odtwarzanie rzymskiej armii nawet po największych klęskach, o czym boleśnie przekonał się Pyrrus czy później Hannibal. Co najmniej od czasów II wojny samnickiej każda kolejna para konsulów dostawała z urzędu dwie standardowe dwulegionowe armie (tzw. armie konsularne), które wraz z kontyngentami sprzymierzeńców liczyły łącznie 40 do ponad 50 tys. żołnierzy, co odpowiadało siłom najpotężniejszych państw hellenistycznych, pozbawionych jednak rezerw ludzkich Rzymu. Dawało to rzymskiemu wodzowi miażdżącą przewagę nad niemal każdym przeciwnikiem. „Pokolenia nieustannych walk, dających żołnierzom namacalne korzyści w postaci łupów i ziemi, a ich wodzom majątek, sławę i poczesne miejsce w nowej elicie władzy, wyrobiły w Rzymianach nawyk corocznego wojowania, regularnego i nieuniknionego jak pory roku”.

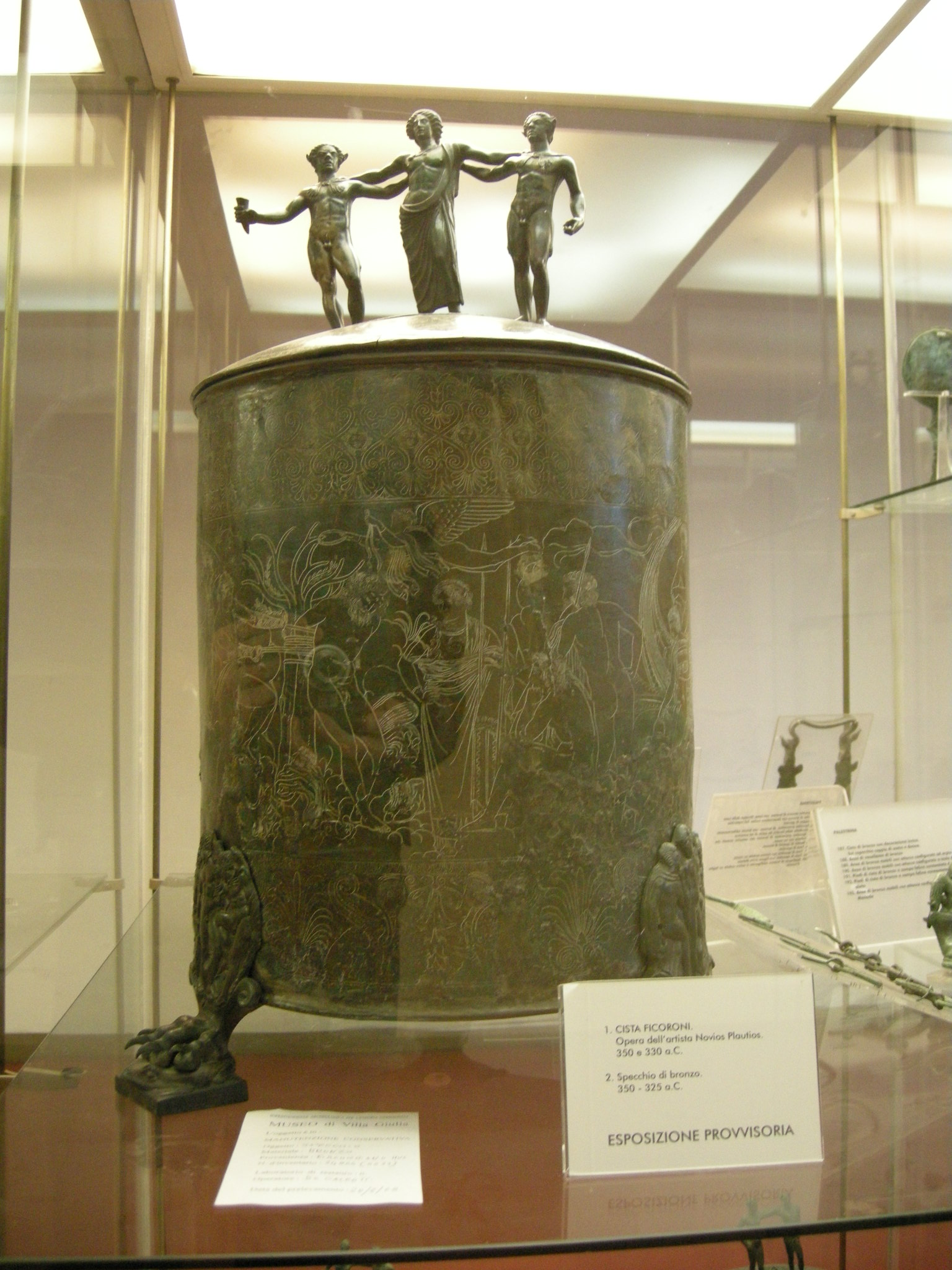
Cista Ficoroni – pochodząca z IV wieku p.n.e. brązowa rzymska cista (pojemnik na przybory toaletowe). Narodowe Muzeum Etruskie

W III w. wykształciły się ostatecznie republikańskie instytucje, z których większość miała istnieć aż do końca funkcjonowania państwa rzymskiego, nawet jeśli w okresie cesarstwa przestała się z nimi wiązać rzeczywista władza. Suwerenną władzę w republice sprawował lud rzymski (populus Romanus), który wypowiadał się poprzez zgromadzenia. Istniały trzy rodzaje zgromadzeń. Komicja centurialne były zorganizowane według podziału obywateli na klasy majątkowe, co zapewniało przewagę w głosowaniach najbogatszym. To one wybierały wyższych magistratów: konsulów, pretorów i cenzorów, zatwierdzały traktaty z obcymi państwami oraz decydowały o wojnie i pokoju. Komicja tribusowe były zorganizowane na podstawie okręgów, tribus, poprzez które głosowano. W III wieku stały się one głównym organem ustawodawczym (chociaż uprawnienia w tym zakresie posiadały też komicja centurialne). Wybierano na nich także niższych magistratów: edylów kurulnych i kwestorów. Concilia plebis, także oparte na organizacji tribusowej (głosy w ramach tribus liczono tu jednak na zasadach całkowicie egalitarnych), wybierały trybunów ludowych i edylów plebejskich, oraz wydawały wspomniane już powyżej plebiscitia, które od 287 miały moc ustaw. Najwyższymi urzędnikami byli wybierani na okres jednego roku dwaj konsulowie, których władza (imperium), będąca przedłużeniem dawnej władzy królewskiej, była teoretycznie nieograniczona. Ich decyzje mogły zostać podważone jedynie przez odwołanie się obywatela do ludu (ius provocationis) oraz veto trybunów ludowych. W praktyce najważniejszą kompetencją konsulów było dowodzenie armią. Konsul zazwyczaj przebywał w mieście tylko na początku swojego urzędowania, po czym wyruszał na wojnę. W tej sytuacji szczególną rolę odgrywali pretorzy, którzy zastępowali konsulów w mieście. Ich głównym zadaniem było utrzymanie porządku, z czym wiązało się posiadanie jurysdykcji cywilnej i karnej. Edylom podlegały sprawy porządkowe miasta, troska o zaopatrzenie i urządzanie igrzysk na własny koszt. Kwestorzy byli pomocnikami konsula w sprawach finansowych. Dziesięciu trybunów ludowych z założenia było obrońcami plebsu, cieszyło się nietykalnością, miało prawo zablokowania (intercessio) każdej czynności urzędowej, która ich zdaniem godziła w interesy ludu, oraz prawo zwoływania zgromadzeń. Rzymski senat był początkowo jedynie ciałem doradczym, z racji jednorocznych kadencji najważniejszych urzędników oraz przebywania konsulów z reguły poza granicami miasta stał się symbolem ciągłości państwa oraz organem w ramach którego podejmowano najważniejsze decyzje o strategicznym znaczeniu. Było to spowodowane także składem senatu, obejmującego byłych magistratów, na czele z dawnymi konsulami i pretorami. Nawet jeśli uchwały senatu (senatus consultum) formalnie rzecz biorąc były jedynie zaleceniami, to sprawujący swój urząd tylko przez rok konsul nie mógł sobie raczej pozwolić na zlekceważenie zdania swoich kolegów. Z biegiem czasu kompetencje senatu coraz bardziej się rozrastały, przy czym w okresie wczesnej republiki do najważniejszych należało zarządzanie finansami państwa oraz nadzorowanie spraw kultu religijnego.

## Republika w okresie wielkich podbojów

### Wojny punickie

Wojny punickie

Polityka Rzymu była nastawiona na nieustanne podboje, ponieważ tylko one mogły zapewnić pokój społeczny poprzez stałe zaspokajanie materialnych oczekiwań obywateli. Stąd gdy w 264 jeden konsul zakończył podbój Italii zdobywając Volsinii „drugi przeprawił się przez Cieśninę Mesyńską, wszczynając konflikt z Kartaginą, a tym samym inaugurując pozaitalski etap ekspansji republiki”. Pomimo ogromnej przewagi I wojna punicka (264–241) okazała się dla Rzymian sporym wyzwaniem, ponieważ po raz pierwszy na wielką skalę musieli toczyć wojnę na morzu. Ich zasoby pozwoliły na szybkie stworzenie floty liczebnie dorównującej Kartagińczykom, lecz pomimo kilku zwycięstw ponosili ogromne straty, głównie wskutek sztormów. W 256 Rzymianie zwyciężyli w bitwie morskiej pod Eknomos, co umożliwiło im przeprawienie wojska do Afryki. Pomimo początkowych sukcesów armia konsula Regulusa została jednak rozbita. Po bitwie pod Drepanum (249) Kartagina odzyskała panowanie na morzu i w tej sytuacji Rzymianie nie byli w stanie zdobyć twierdz przeciwnika na zachodzie wyspy, pomimo tego że opanowali jej pozostałą część. W ostatnim akcie wojny zdesperowani Rzymianie w sytuacji wyczerpania środków ze skarbu państwa raz jeszcze zbudowali od podstaw flotę ze środków prywatnych i udało im się odnieść zwycięstwo koło Wysp Egadzkich (241). Niezdolni do wystawienia nowych sił morskich Kartagińczycy musieli zawrzeć pokój, który oddawał w ręce Rzymu Sycylię. Swoje zdobycze Rzymianie powiększyli jeszcze w 238, wykorzystując problemy Kartaginy do wymuszenia oddania im Sardynii i Korsyki.

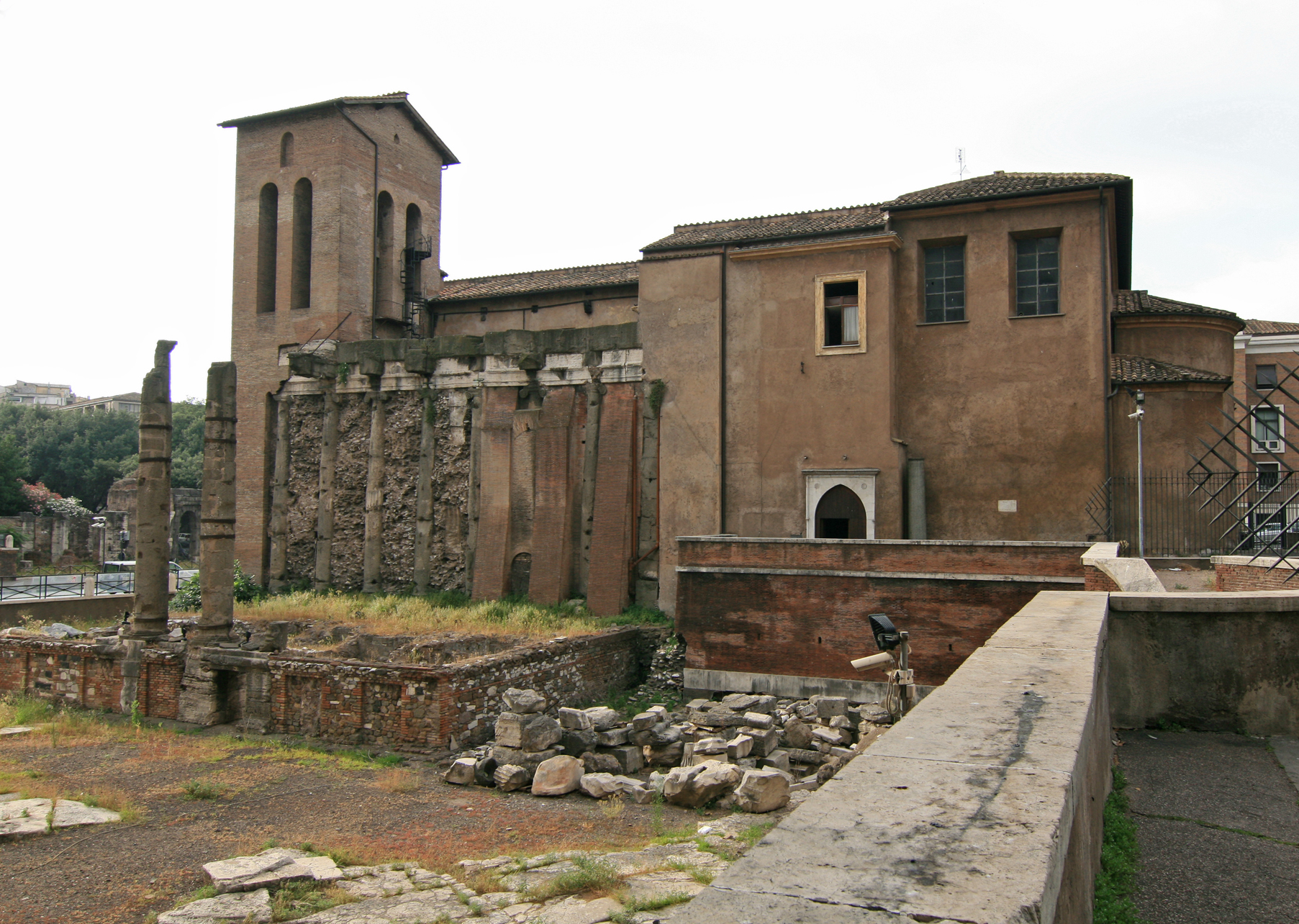
Pozostałości świątyni Janusa, zgodnie z tradycją ufundowanej przez konsula Gajusza Duiliusza jako votum za zwycięstwo pod Mylae (260 p.n.e), obecnie stanowiące część Bazyliki św. Mikołaja w Więzieniu

W tym czasie Kartagina, chcąc zrównoważyć straty poniesione na rzecz Rzymu, rozpoczęła podbój Półwyspu Iberyjskiego. Rzymianie zdecydowali jednak nie dopuścić do odbudowy jej potęgi i doprowadzili do wybuchu II wojny punickiej (218–201). Ku ich zaskoczeniu kartagiński dowódca w Iberii, Hannibal, zdecydował się na przemarsz przez Alpy i atak na Italię od strony lądu. W latach 218–216 zadał on Rzymianom trzy ciężkie klęski: pod Trebią, nad Jeziorem Trazymeńskim oraz pod Kannami, i na jego stronę przeszło wiele plemion i miast południowej Italii, będących dotychczas sprzymierzeńcami Rzymu. Inne jednak pozostały mu wierne i starając się odtąd unikać otwartej bitwy z Hannibalem Rzymianie, wykorzystując swoje nadal ogromne rezerwy, zaczęli prowadzić z nim wojnę na wyczerpanie. Jednocześnie przez cały czas prowadzili wojnę w Iberii, dążąc do zajęcia tamtejszych posiadłości Kartaginy oraz odcinając Hannibala od zaopatrzenia i posiłków. Jego jedyną szansą było przybycie nowej armii z Iberii, jednak kiedy jego brat Hazdrubal w 207 przeprawił się przez Alpy został rozbity przez rzymskie wojska nad rzeką Metaurus. Do 206 Rzymianie zajęli Iberię i niedługo potem przenieśli walkę do Afryki, gdzie w 202 najwybitniejszy rzymski wódz tej wojny, Cornelius Scipio, pokonał Hannibala pod Zamą. Po przegranej wojnie Kartagina faktycznie przestała być niezależnym państwem, gdyż traktat pokojowy z 201 obok ogromnej kontrybucji przewidywał utratę jej wszystkich posiadłości poza Afryką, wydanie floty i zakaz prowadzenia wojen bez zgody Rzymu. Niedługo potem jak w 152 Kartagina spłaciła kontrybucję Rzymianie wszczęli przeciwko niej kolejną wojnę (149–146) i ostatecznie zniszczyli miasto.

### Wojny z państwami hellenistycznymi

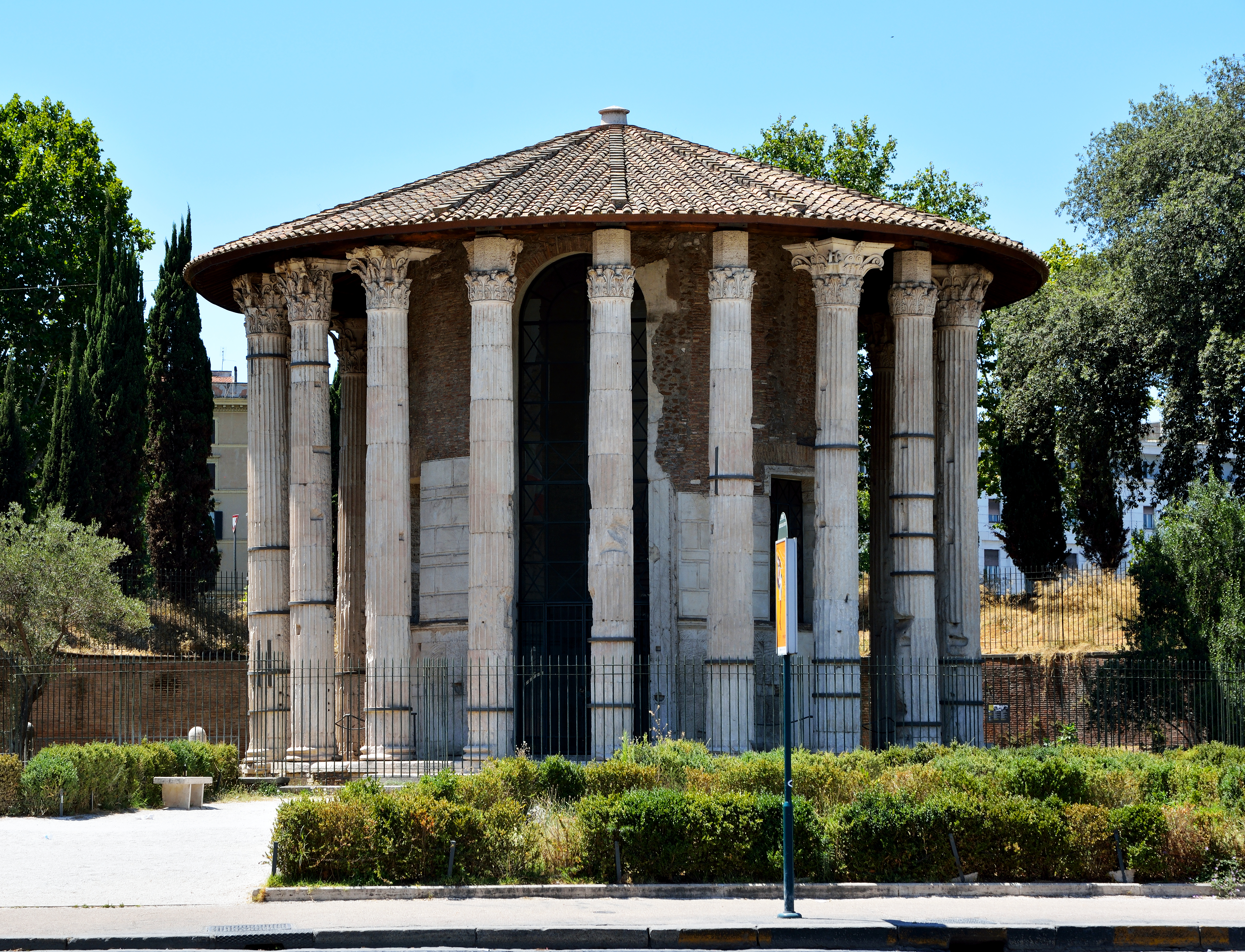
Świątynia Herculesa Victora, najprawdopodobniej ufundowana przez konsula Lucjusza Mummiusza z łupów z wojny achajskiej, jest najstarszym zachowanym rzymskim budynkiem z marmuru

W latach 229–228 Rzymianie zajęli część Illiri, tym samym inaugurując swoją ekspansję na Bałkanach. Oznaczało to jednak ingerencję w strefę wpływów Macedonii i w 215 król Filip V (221–179) zawarł z Hannibalem układ przewidujący iż po zwycięstwie tego ostatniego rzymskie posiadłości w Illirii przejdą na jego rzecz. W odpowiedzi Rzym zawarł sojusz z Etolami i doprowadził do wybuchu nierozstrzygniętej tzw. I wojny macedońskiej (215–205). Po pokonaniu Kartaginy Rzymianie niezwłocznie przystąpili do ostatecznej rozprawy z Filipem, który został całkowicie pokonany w trakcie II wojny macedońskiej (200–196). Rzymianie ogłosili miasta greckie wolnymi, niezadowoleni z takiego stanu rzeczy byli jednak Etolowie, którzy tym samym nie uzyskali oczekiwanych zdobyczy. Zachęcany do tego przez Etolów, w roku 192 przeciwko Rzymowi wystąpił Seleukida Antioch III (223–187), rychło jednak okazało się, że pozostali Grecy są mu niechętni i w obliczu rzymskiej przewagi musiał on opuścić Europę. O losach wojny z Seleukidami zdecydowało rzymskie zwycięstwo pod Magnezją, po którym w 188 Antioch zgodził się wycofać z Azji Mniejszej aż po góry Taurus, zapłacić gigantyczną kontrybucję i zrezygnować z posiadania floty. Etolowie stali się państwem klienckim Rzymu, którego hegemonia nad światem hellenistycznym nie ulegała odtąd wątpliwości. Kolejna wojna z Macedonią w latach 171–167 doprowadziła do zagłady tego państwa, które zostało podzielone na cztery podlegające Rzymowi republiki. Do ostatecznego podporządkowania terenów Grecji doszło w latach 148–146, kiedy po stłumieniu rebelii w dawnej Macedonii i pokonaniu zbyt niezależnego z rzymskiego punktu widzenia Związku Achajskiego utworzono w tym regionie prowincję, kończąc tym samym definitywnie z fikcją greckiej wolności z łaski Rzymu.

### Podbój Galii Cisalpejskiej i Iberii
Znacznie bardziej wymagającymi niż hellenistyczne państwa przeciwnikami okazali się mieszkańcy Galii Cisalpejskiej i Iberii. Po zakończeniu I wojny punickiej najgroźniejszym wrogiem Rzymu byli Galowie zamieszkujący Galię Cisalpejską. W latach 238–236 Rzym toczył nierozstrzygniętą wojnę z Bojami, by w roku 225 stać się ofiarą wielkiego najazdu Bojów, Insubrów i zaalpejskich gaesates. Po spustoszeniu Etrurii Galowie zostali pokonani w decydującej bitwie pod Telamonem i do 222 Rzymianie zajęli Nizinę Padańską. Prawdziwe znaczenie tej wojny objawiło się podczas najazdu Hannibala, który przywrócił Galom wolność, ci jednak ze względu na wcześniejsze straty ludzkie w wojnie z Rzymem byli w stanie udzielić wodzowi Kartagińczyków jedynie bardzo ograniczonej pomocy. Po zakończeniu II wojny punickiej Rzymianie przystąpili do systematycznego podbijania Gali Cisalpejskiej. Do roku 196 pokonano Kenomanów i Insubrów, jednak Bojowie skapitulowali dopiero po 11 latach nieprzerwanych walk (201–191), podczas których Rzymianie przegrali przynajmniej trzy walne bitwy. W latach 187–180 podbito Ligurów, jednak walki z pomniejszymi ludami Galii Cisalpejskiej miały się toczyć aż do 155.
Wielkość Półwyspu Iberyjskiego oraz siła zamieszkujących go ludów sprawiła, że okazał się on najtrudniejszą do ujarzmienia zdobyczą Rzymian. Rzymska obecność w Iberii była związana z zajęciem tamtejszych posiadłości Kartaginy w czasie II wojny punickiej, została zaś uregulowana w 197 utworzeniem dwóch prowincji, Hiszpanii Dalszej i Bliższej. Przez następne niemal dwadzieścia lat Rzymianie prowadzili walki z Celtyberami (w Hiszpanii Bliższej) i Luzytanami (w Hiszpanii Dalszej), jednak pomimo zwycięstw nie byli w stanie ich ujarzmić. Sytuacja zmieniła się dopiero za sprawą namiestnika Hiszpanii Bliższej Tiberiusa Gracchusa (180–178), który zaczął zawierać z miejscowymi ludami układy regulujące ich powinności wobec republiki. Ta polityka, kontynuowana przez jego następców, dała Iberii ćwierć wieku pokoju. Około 155 Rzymianie wznowili politykę agresji, co w pierwszym rzędzie doprowadziło do wybuchu wojny z Luzytanami. Ich najważniejszy przywódca, Wiriatus, zadał Rzymowi cały szereg klęsk w latach 147 do 139, dopóki nie został skrytobójczo zamordowany. W Hiszpanii Bliższej głównym przeciwnikiem byli Arewakowie i Rzymianie ponieśli całą serię porażek próbując zdobyć ich główne miasto, Numancję. W 137 cała rzymska armia konsularna została otoczona i konsul Mancinus był zmuszony zaprzysiąc pokój, nie zatwierdzony jednak później przez senat. Dopiero w 133 ogromna armia pod wodzą zdobywcy Kartaginy, Scipio Aemilianusa, pokonała Numantyńczyków i zrównała miasto z ziemią. Po zakończeniu tej wojny w rękach Rzymian znalazła się cała Iberia z wyjątkiem regionu Gór Kantabryjskich.

### Powstanie systemu prowincjalnego

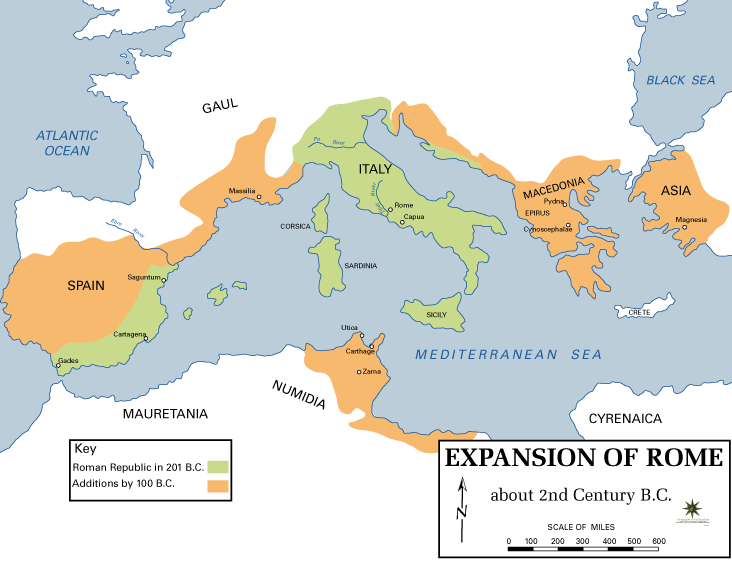
Ekspansja Rzymu w II w.

Po zdobyciu Sycylii Rzymianie potraktowali jej mieszkańców inaczej, niż wcześniej podbijane ludy Italii – nie otrzymali oni statusu sprzymierzeńców, lecz zostali uznani za poddanych i obciążeni daniną (vectigal) i cłami. Wiązało się to ze stopniowo coraz bardziej obecnym w rzymskiej umysłowości pojęciem terra Italia, „przekonania o odrębności i wyjątkowości kraju, który zamieszkiwali, wyjątkowości, w której partycypowali pozostali mieszkańcy Italii, niezależnie od przynależności etnicznej”, a której istotą był przywilej służby w wojskach republiki, odmówiony Sycylijczykom i następnym pozaitalskim poddanym Rzymu. W związku z powyższym Rzymianie musieli zorganizować rządy na terenach zamorskich inaczej niż w Italii, do czego wstępem było ustanowienie w roku 227 dwóch dodatkowych pretorów, którzy mieli sprawować swoją władzę (imperium) wyłącznie na Sycylii i Sardynii (z Korsyką). Takie określenie zakresu władzy Rzymianie nazywali provincia (np. prowincje konsulów były niemal zawsze obszarami wyznaczonymi im dla toczenia wojen) teraz jednak ten termin, dotąd przywiązany do osób, „został po raz pierwszy związany na stałe z pewnymi terytoriami: w czas wojny i w czas pokoju, Sycylia i Sardynia były odtąd rok po roku obszarami sprawowania władzy przez rzymskich urzędników”.
Niemal do końca republiki tak rozumiane prowincje zasadniczo nie straciły swojego charakteru – były one obszarami działań wojskowych rzymskich magistratów (nawet jeśli polegały one tylko na bezkrwawej okupacji), którzy stojąc na czele swych oddziałów rządzili danym regionem na zasadzie stanu wojennego, posiadając nieograniczoną władzę wojskowego dowódcy. Oznaczało to także, że ściągane z prowincji podatki przez długi czas były traktowane jak właściwie przedłużenie wojskowych kontrybucji, a namiestnicy uważali podlegające im tereny za podlegające rabunkowi jak kraje podbite. Pomimo to stopniowo na pierwsze miejsce zaczęły się wysuwać administracyjne i sądownicze funkcje namiestników. Jednocześnie rabunkom w prowincjach zaczęto przeciwdziałać wytaczając byłym namiestnikom procesy o tzw. „zdzierstwa” (repetundis), co zostało usankcjonowane przez powołanie na podstawie ustawy ze 149 specjalnego trybunału. Był on jednak obsadzony przez senatorów, czyli kolegów oskarżonych, i znamy wiele przypadków uwolnienia jawnych złodziei, przy braku wiadomości o jakimkolwiek skazaniu. W odczuciu Rzymian ich imperium sięgało „tak daleko, jak daleko słuchano rozkazów znad Tybru; w perspektywie tej nie miało większego znaczenia, kto doglądał wypełniania tychże rozkazów, rzymski namiestnik, czy król-klient”. Ze względu na problemy z utrzymywaniem obywatelskiej armii poza Italią Rzymianie byli niechętni bezpośredniej aneksji, preferując inne formy podległości. Mimo to stopniowo poszerzali liczbę prowincji, ponieważ ostatecznie to właśnie one były najpewniejszą formą egzekwowania rzymskiej władzy.

### Wzrost pozycji senatu

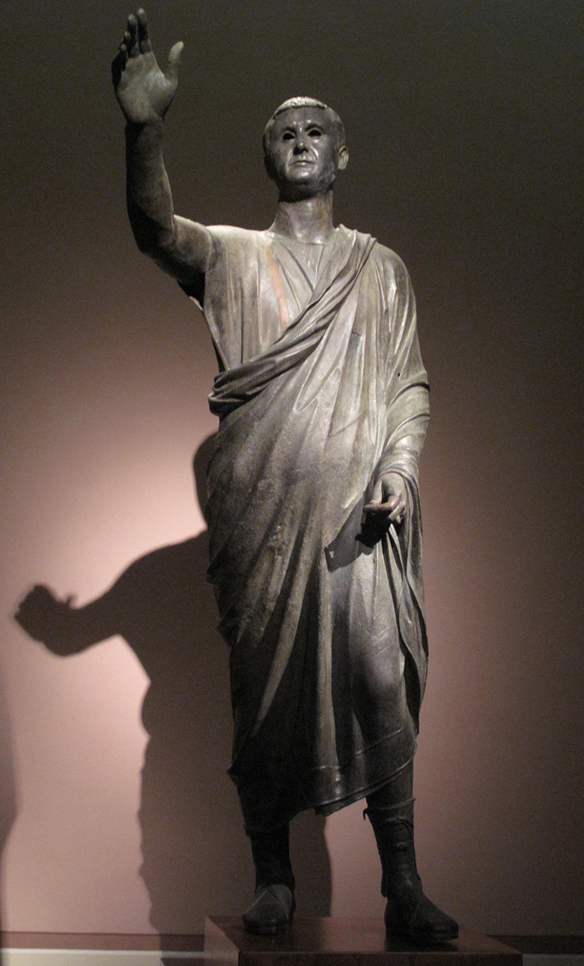
Mówca – etrusko-rzymska rzeźba z brązu z przełomu II i I w. p.n.e. Narodowe Muzeum Archeologiczne we Florencji

W tym okresie doszło do dalszego wzrostu pozycji senatu. Wiemy, że jeszcze w roku 295 to lud decydował o zadaniach (provincia) konsulów, lecz już w czasie II wojny punickiej obowiązywała zasada, iż decyduje o tym senat. To zatem senat wyznaczał prowincje pretorskie i konsularne (o ich przydziale konkretnej osobie decydowało losowanie), decydował o wielkości poboru, a w razie potrzeby przedłużał władzę namiestnika (prorogatio imperii) – kompetencja kiedyś także należąca do zgromadzeń. W mentalności ówczesnych Rzymian nie mieściło się już prowadzenie polityki zagranicznej na zasadach równości – stąd właściwie przestali oni zawierać formalne sojusze (foedus) oraz traktaty pokojowe, które musiałyby zostać zatwierdzone przez komicja centurialne. Sojusze zostały zastąpione przez nieformalne porozumienia, zazwyczaj połączone z uznaniem partnera za „przyjaciela ludu rzymskiego” (amicus populi Romani), zawierane przez senat. Z kolei w II w. stopniowo za jedyną godną Rzymu formę zakończenia wojny uznano bezwarunkową kapitulację (deditio), co oznaczało, że nikt nie mógł zgłaszać zastrzeżeń co do tego iż warunki pokoju są z jakichś powodów niekorzystne dla republiki i ich ratyfikacja przez lud stała się zbędna. Nawet jeśli w praktyce deditio towarzyszyło później zawieranie jakiegoś rodzaju nieformalnego porozumienia, to znowu, dochodziło do niego za pośrednictwem senatu. Wszystko to sprawiło, że w rękach senatu znalazła się całość polityki zagranicznej republiki, zaś „im większą Rzym był potęgą, tym więcej petentów tłoczyło się przed drzwiami kurii, szukając sankcji dla prowadzonej przez siebie polityki, a zwłaszcza poparcia przeciw rywalom i wrogom, wewnętrznym i zewnętrznym” co oznaczało iż „praktycznie cała polityka świata śródziemnomorskiego przechodziła teraz przez senat, i to wskutek inicjatywy samych cudzoziemców”.

### Przemiany społeczne
Zamorska ekspansja Rzymu dramatycznie zmieniła jego społeczeństwo i pozwoliła na zniesienie podatku od majątku (tributum) w Italii po zwycięstwie w wojnie z Macedonią w 167. W największym stopniu korzystali jednak na niej członkowie nobilitas i ludzie z nimi związani. Po konfiskacie części ziemi pokonanego przeciwnika Rzymianie włączali ją do areału ziemi publicznej (ager publicus). Jej część była potem rozdzielana pomiędzy obywateli, a część sprzedawana lub użytkowana na zasadzie faktycznego zajmowania, bez tytułu własności (possessio). Teoretycznie można było użytkować jedynie do 500 iugera ziemi (125 hektarów), w praktyce jednak zamożni Rzymianie bezustannie przekraczali ten limit. Wielka własność ziemska zaczęła powstawać już podczas podboju Italii, a rozrosła się ogromnie gdy po II wojnie punickiej do ager publicus włączono tereny południowej Italii skonfiskowane sprzymierzeńcom, którzy zdradzili Rzym podczas wojny z Hannibalem. Podczas gdy większość ziemi skonfiskowanej w Galii Cisalpejskiej została rozdzielona pomiędzy rzymskich obywateli, ziemia publiczna południowej Italii stała się obszarem na którym na zasadzie possessio istniały wielkie majątki ziemskie. Ich istnienie było możliwe także dlatego, że w wyniku podbojów do Rzymu napłynęło tysiące niewolników, którzy stali się pracownikami latyfundiów, i to od tego momentu niewolna siła robocza zaczyna odgrywać istotną rolę w gospodarce Italii. Zgodnie z zasadą terra Italia przyjmowano iż mieszkańcy Italii nie powinni mieszkać poza nią, co w praktyce oznaczało, że nie przydzielano im ziemi w zdobytych prowincjach. Akcja kolonizacyjna w Gali Cisalpejskiej właściwie ustała pod koniec lat siedemdziesiątych II w. i od tego momentu obywatele nie mogli się już spodziewać, że ich wysiłek zbrojny zostanie wynagrodzony ziemią. Było to tym bardziej dotkliwe, że wojny toczyły się teraz nie w Italii, a w odległych zamorskich regionach, przy czym żołnierze często pozostawali poza domem przez wiele lat, co powodowało upadek ich gospodarstw. W rezultacie w II w. armia rzymska zaczęła mieć problemy z poborem, zwłaszcza na wojnę w Iberii, która nie oferowała perspektywy zdobycia wielkich łupów, a kojarzyła się z długoletnią służbą z dala od domu i dużą szansą na śmierć, ranę lub niewolę. Ponadto działki przyznawane kolonistom nadal pozwalały jedynie na skromne utrzymanie, podczas gdy w ówczesnej Italii zaczęła powstawać rozwinięta gospodarka towarowo-pieniężna, oferująca całkiem inne perspektywy życiowe. Weterani wracali do podupadłych gospodarstw i musieli konkurować z gospodarstwami używającymi niewolników. Alternatywą dla życia na ubogiej wsi było sprzedanie nobilitas ziemi, czasami wymuszone, i emigracja do Rzymu, gdzie obywatele mogli żyć pełniąc jedynie rolę klienta rzymskiej elity władzy, bądź osiedlenie się w prowincji, gdzie Rzymianin natychmiast stawał się członkiem miejscowej warstwy wyższej. W tym samym czasie przedstawiciele nobilitas tworzyli ogromne fortuny dzięki łupom, darom od obcych państw, udziałowi w rozwijającym się handlu międzynarodowym i korzystaniu z ager publicus. Rosło zatem społeczne rozwarstwienie i wiążące się z nim niezadowolenie klas niższych.

## Kryzys i upadek republiki

### Reformy Gracchów i epoka Mariusa

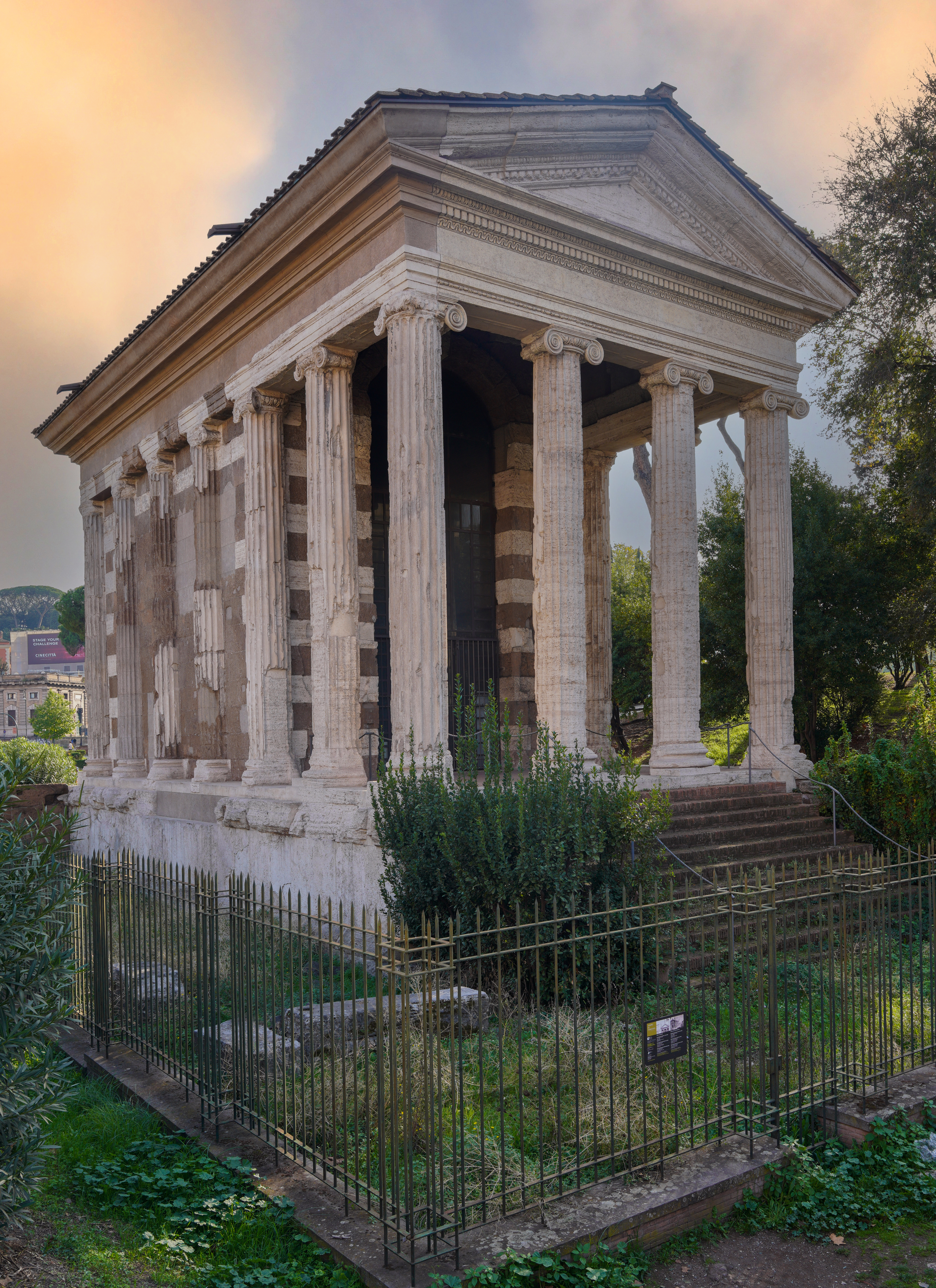
Świątynia Portunusa powstała pod koniec II w. p.n.e. jest uważana za przykład połączenia tradycyjnego etrusko-rzymskiego planu z hellenistycznymi detalami architektonicznymi

Konflikt interesów pomiędzy nobilitas a niższymi warstwami rzymskiego społeczeństwa w pełni ujawnił się w 133, kiedy trybun ludowy Tiberius Gracchus przedstawił projekt ustawy przewidującej rozdzielenie ziemi wchodzącej w skład ager publicus pośród biedniejszych obywateli. Pomimo że jego propozycje były podobne do wielu inicjatyw tego rodzaju we wcześniejszej historii Rzymu spotkały się one z gwałtownym oporem wielkich właścicieli ziemskich, którzy, czasami dzierżąc ziemię publiczną przez okres dwóch pokoleń, od dawna uważali ją za swoją własność i nie zamierzali się nią z kimkolwiek dzielić. Inicjatywę Gracchusa zawetował inny trybun, Marcus Octavius, co było wydarzeniem bez precedensu – dotychczas nigdy trybun nie występował przeciwko innemu trybunowi – i doprowadziło do dyskusji czy trybun może działać wbrew woli plebsu. Ostatecznie concilium plebis odwołało Octaviusa, co jednak sprowadziło na Gracchusa zarzuty naruszenia nietykalności trybunatu. Pomimo prób senatu uniemożliwienia wykonania ustawy została ona przeprowadzona, jednak Gracchus zginął zabity przez swoich politycznych przeciwników. W 129 zdobywca Kartaginy i Numancji Scipio Aemilianus wykorzystał swój autorytet do faktycznego zablokowania wykonania ustawy. W 124 plebejusze wybrali na trybuna młodszego brata Tiberiusa Gracchusa, Caiusa, który natychmiast zaczął realizować ambitny program reform. W trakcie jego trybunatu uchwalono m.in. ustawę wprowadzającą sprzedaż zboża po niskiej cenie ubogim obywatelom na koszt skarbu państwa, ustawę rolną powtarzającą postanowienia ustawy jego brata oraz ustawy wykluczające senatorów z centurii ekwickich, co doprowadziło do powstania odrębnego od senatorskiego stanu ekwitów, którym następnie oddano sądzenie senatorów za zdzierstwa w prowincjach. Te posunięcia Caiusa były nie do przyjęcia dla senatorów i w sytuacji narastającego napięcia w 121 wydali oni nadzwyczajną uchwałę (senatus consultum ultimum), upoważniającą konsula do użycia wszelkich środków dla obrony republiki, ten zaś zmasakrował Caiusa i jego zwolenników przy pomocy najemników. Jak pisze Adam Ziółkowski: „Rzym nie miał ustawy zasadniczej regulującej kompetencje instytucji politycznych, miał natomiast tradycję concordii («zgody»), czyli współdziałania zasadniczo nieprzystających elementów ustrojowych”. Wydarzenia czasów Gracchów doprowadziły jednak do tego iż ta zgoda pomiędzy różnymi instytucjami, reprezentującymi różne elementy społeczeństwa, została bezpowrotnie utracona, a rozdzierający odtąd republikę konflikt ostatecznie doprowadził do jej upadku. Jego oznaką było powstanie dwóch stronnictw, które miały zdominować ostatnie lata istnienia republiki – popularów, będących duchowymi spadkobiercami Gracchów, oraz optymatów, broniących republiki przed ich zdaniem niszczącymi dla niej próbami zmian.

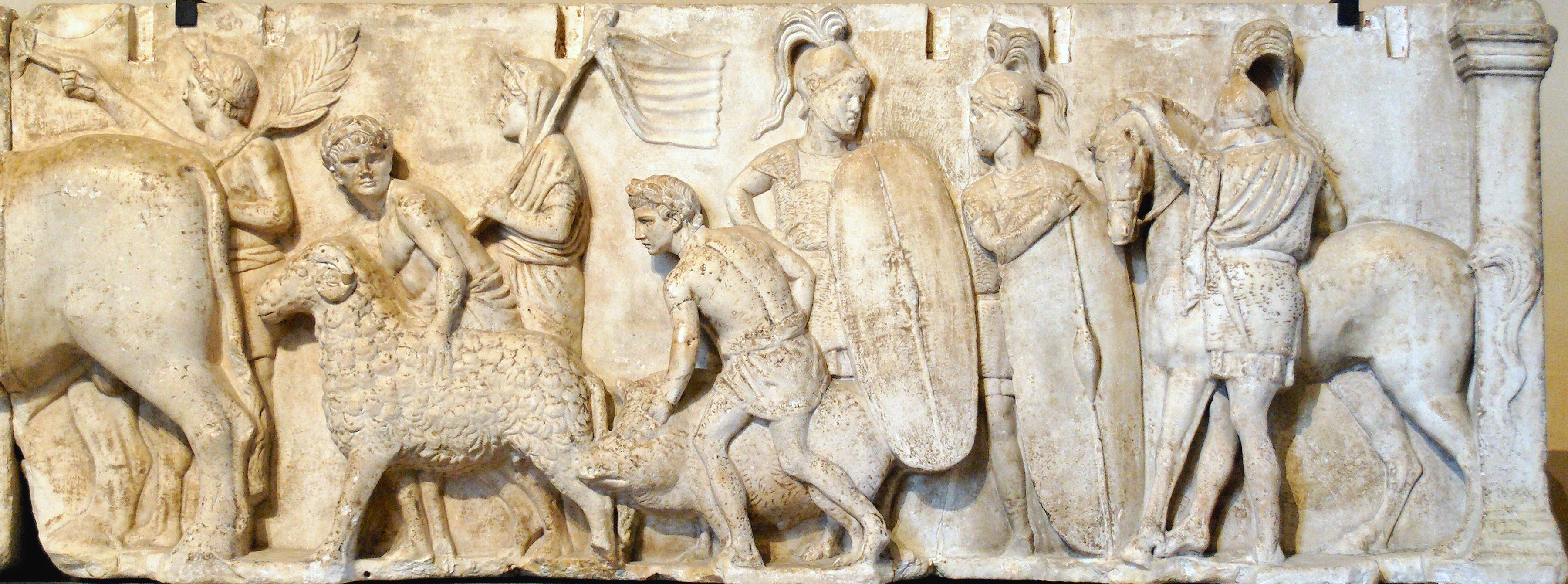
Fragment reliefu z tzw. Ołtarza Domicjusza Ahenobarbusa z końca II w. p.n.e., ze sceną przedstawiającą ofiarę składaną z okazji cenzusu. Po prawej stronie widoczni żołnierze w pełnym rynsztunku z charakterystycznymi rzymskimi tarczami (scutum). Luwr

Okazją do naruszenia wpływów triumfujących po pokonaniu Gracchów optymatów stała się wojna z królem Numidii Iugurthą (ok. 117–105), która wybuchła w 111. W jej trakcie Iugurtha odwołał się do przekupstwa, na które rzymscy dowódcy okazali się nader podatni. Niewytłumaczalnie łagodne postępowanie republikańskich dygnitarzy wobec Iugurthy szybko doprowadziło jednak do wybuchu skandalu, który popularzy wykorzystali do osądzenia „winnych” takiej polityki, w rzeczywistości głównie wywierając zemstę na ludziach odpowiedzialnych za śmierć Gracchów. Jednocześnie w 107 na konsula wybrano syna ekwity Caiusa Mariusa, który do roku 105 pokonał Iugurthę. W tym czasie Rzymianie byli zagrożeni przez najazdy celtyckich lub germańskich Cymbrów i Teutonów. Cymbrowie w 113 pokonali Rzymian pod Noreią, zaś Teutoni w 105 doszczętnie zniszczyli dwie rzymskie armie pod Arausio. Po tej katastrofie uznano że jedynie Marius jest w stanie stawić czoła nowemu przeciwnikowi i był on wybierany na konsula pięciokrotnie w latach 104–99. Marius zreformował rzymską armię i zniszczył Teutonów w bitwie pod Aquae Sextiae (102), zaś Cymbrów pod Vercellae (101) Po swoich zwycięstwach Marius dążył do uchwalenia ustawy przydzielającej ziemię weteranom jego armii, jednak oprócz optymatów była jej wroga nawet część plebsu, którą oburzał fakt że dotyczyła ona tylko byłych żołnierzy. Postępowanie Mariusa istotnie tworzyło groźny precedens, oto bowiem wódz występował wobec swoich żołnierzy w roli patrona i ci ostatni bardziej niż z republiką stawali się związani z nim osobiście. Tego rodzaju relacja pomiędzy armią a jej dowódcą zapowiadała nadejście epoki wojen domowych. Ustawa Mariusa została uchwalona dzięki trybunowi Saturninusowi, który w poprzednich latach przeprowadził wiele dotkliwych dla optymatów reform. By uniemożliwić powszechne teraz wetowanie inicjatyw ustawodawczych przez innych trybunów (działających z podpuszczenia senatu) Saturninus nie wahał się używać przeciw nim uzbrojonego w kamienie plebsu. Przemoc stała się tym samym nieodłączną częścią życia politycznego Rzymu. Wkrótce potem polityczny sojusznik Saturninusa, Glaucia, zgłosił swoją kandydaturę do konsulatu przeciwko popieranym przez Mariusa kandydatom. Zagrożony utratą swojej klienteli Marius porozumiał się z optymatami i gdy podczas zamieszek zginął kontrkandydat Glauciusa senat wydał senatus consultum ultimum, na podstawie którego Marius użył armii przeciwko przywódcom popularów. Marius odmówił dokonania na nich egzekucji, jednak Saturninus i Glaucus zginęli ukamienowani przez fanatycznych optymatów.

### Od wojny ze sprzymierzeńcami do dyktatury Sulli
Próbę wyjścia z politycznego impasu w jakim republika znalazła się w wyniku zaostrzającego się konfliktu pomiędzy popularami a optymatami podjął związany z tymi ostatnimi trybun roku 91 Marcus Drusus. Zaproponowany przez niego pakiet czterech ustaw wzmacniał pozycję senatu, lecz jednocześnie zakładał rozdzielenie całej ziemi publicznej w Italii, rozszerzenie przywilejów zbożowych biednego plebsu oraz nadanie praw obywatelskich sprzymierzeńcom. Jego propozycja miała zatem charakter kompromisowy i pomimo początkowego poparcia wpływowych optymatów upadła ponieważ ci ostatni ostatecznie okazali się niezdolni do jego zawarcia. Szczególnie zawiedzeni takim obrotem sprawy okazali się liczący na obywatelstwo sprzymierzeńcy i śmierć Drususa zamordowanego przez nieznanych sprawców okazała się kroplą przepełniającą czarę goryczy. Arogancja Rzymian, którzy zamiast uspokajać nastroje potrafili jedynie miotać kolejne groźby doprowadziła pod koniec 91 do wybuchu wojny ze sprzymierzeńcami. Sprzymierzeńcy początkowo odnosili liczne sukcesy, lecz już w 89 wynik wojny zaczął wyraźnie przechylać się na korzyść Rzymu. Decydujące okazały się jednak nie działania wojskowe, ale polityczne, które do 88 doprowadziły do nadania pełnego obywatelstwa lub ius latinium wszystkim mieszkańcom Italii, włącznie z niedawnymi buntownikami. W ten sposób zakończyła się „najkrwawsza, a zarazem najbardziej bezsensowna wojna republiki”.
W tym samym czasie w Rzymie ożywioną działalność polityczną prowadził trybun Publius Sulpicius Rufus, który by przeprowadzić swoje sprzyjające popularom ustawy sprzymierzył się z Mariusem. W zamian za poparcie ten ostatni zażądał jednak dowództwa we właśnie rozpoczętej wojnie z królem Pontu Mithradatesem VI (120–63), pomimo że wcześniej otrzymał je stojący na czele jednej z armii walczących ze sprzymierzeńcami Sulla. Sulla nie uznał odebrania mu dowództwa i na czele swej armii wyruszył zbrojnie na Rzym – opuścili go wszyscy prócz jednego oficerowie, jednak „prości żołnierze poparli go entuzjastycznie” ponieważ „kampania na wschodzie zapowiadała się jako okazja niewidzianej od pokoleń grabieży”. W ten oto sposób wybuchła pierwsza w historii Rzymu wojna domowa. Sulla zdobył Rzym, zabił Sulpiciusa (Marius uciekł) i odwołał jego ustawy, ustanawiając reżim bliski optymatom. Niemniej po jego odejściu na wschód wiosną 87 p.n.e. popularzy pod przywództwem Cinny i Mariusa na powrót opanowali Italię.

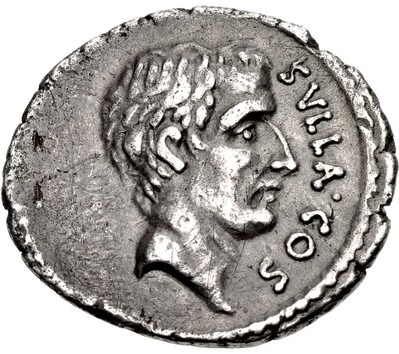
Denar z podobizną Sulli wybity w 54 p.n.e. przez jego wnuka Quintusa Pompeiusa Rufusa

Rzymska obecność w Azji miała swoje źródło w testamencie króla Pergamonu Attalosa III (139–133), który przekazał w nim swoje państwo republice. Po stłumieniu tzw. powstania Aristonikosa (133–129) Rzymianie ustanowili na terenie Pergamonu prowincję Azję, która natychmiast stała się przedmiotem wyzysku rzymskich namiestników i towarzyszących im dzierżawców podatków, publikanów. Pont za panowania Mithradatesa stał się regionalnym mocarstwem, jednak jego dalsze sukcesy były niweczone przez rzymską dyplomację. Kiedy z poduszczenia rzymskiego legata król Bityni Nikomedes IV (94–91, 90–88, 85–74) dokonał najazdu na Pont, Mithradates zwrócił się ze skargą do Rzymu. Kiedy jednak ta okazała się nieskuteczna, zaatakował, bez trudu pokonując Nikomedesa i zajmując rzymską prowincję. Nienawiść do Rzymian eksplodowała w dokonanej na rozkaz Mithradatesa rzezi podobno 80 tys. Italików. Król Pontu przeniósł teraz wojnę do Grecji, skąd jednak po ciężkich walkach w 86 został wyparty przez Sullę. Ponieważ jednocześnie w Azji przeciwko Mithradatesowi działała armia popularów, ten w 85 zgodził się na zawarcie z Sullą pokoju przywracającego status quo. Sulla nie dążył do ostatecznej rozprawy z Mithradatesem, ponieważ śpieszyło mu się do Italii. Gdy na początku 83 wylądował w Brundisium, nie żyli już ani Marius, ani Cinna, i udało mu się pokonać pozbawionych silnego przywództwa popularów. W 82 Sulla kazał się mianować pierwszym od 120 lat dyktatorem, w dodatku wbrew wszelkim zasadom na czas nieograniczony, i przystąpił do przebudowy republiki w państwo optymatów. Jednym z jego pierwszych posunięć było wyjęcie spod prawa wszystkich, którzy w ostatniej wojnie stali po przeciwnej stronie, co było kontynuacją jego praktyki mordowania jeńców. Ponieważ stwarzało to pole do prywatnej zemsty i rabunku, uporządkowano ten rodzaj terroru ogłaszając listy proskrybowanych, których liczba sięgała 4700, senatorów, ekwitów i innych najbogatszych i najbardziej wpływowych ludzi Italii. Skonfiskowane majątki proskrybowanych były następnie skupowane za bezcen bezpośrednio od Sulli, ich część została także rozdana pomiędzy jego weteranów – w ten sposób Sulla obsadził Italię wiernymi w stosunku do siebie garnizonami. Sulla powiększył liczbę senatorów do 600, kwestorów do 20, a pretorów do 8, oraz wprowadził zasadę automatycznego wchodzenia magistratów do senatu, co sprawiło, że stał się on ciałem samoodnawialnym, a cenzor zaczął być zbędny. Odtąd zarówno konsulowie, jak i pretorzy mieli sprawować urząd w Rzymie, a do prowincji, którą przydzielał im senat, udawać się jako promagistraci. Sądzenie za zdzierstwa w prowincjach oddano z powrotem w ręce senatorów, zniesiono sprzedawanie zboża przez państwo rzymskiemu plebsowi oraz wprowadzono zasadę zgodnie z którą trybuni mogli zgłaszać projekty ustaw tylko po ich wcześniejszej akceptacji przez senat. Ponadto bardzo ograniczono trybuńskie weto i przyjęto że fakt sprawowania trybunatu uniemożliwia późniejsze ubieganie się o jakąkolwiek magistraturę.

### Wzrost pozycji Pompeiusa i pierwszy triumwirat

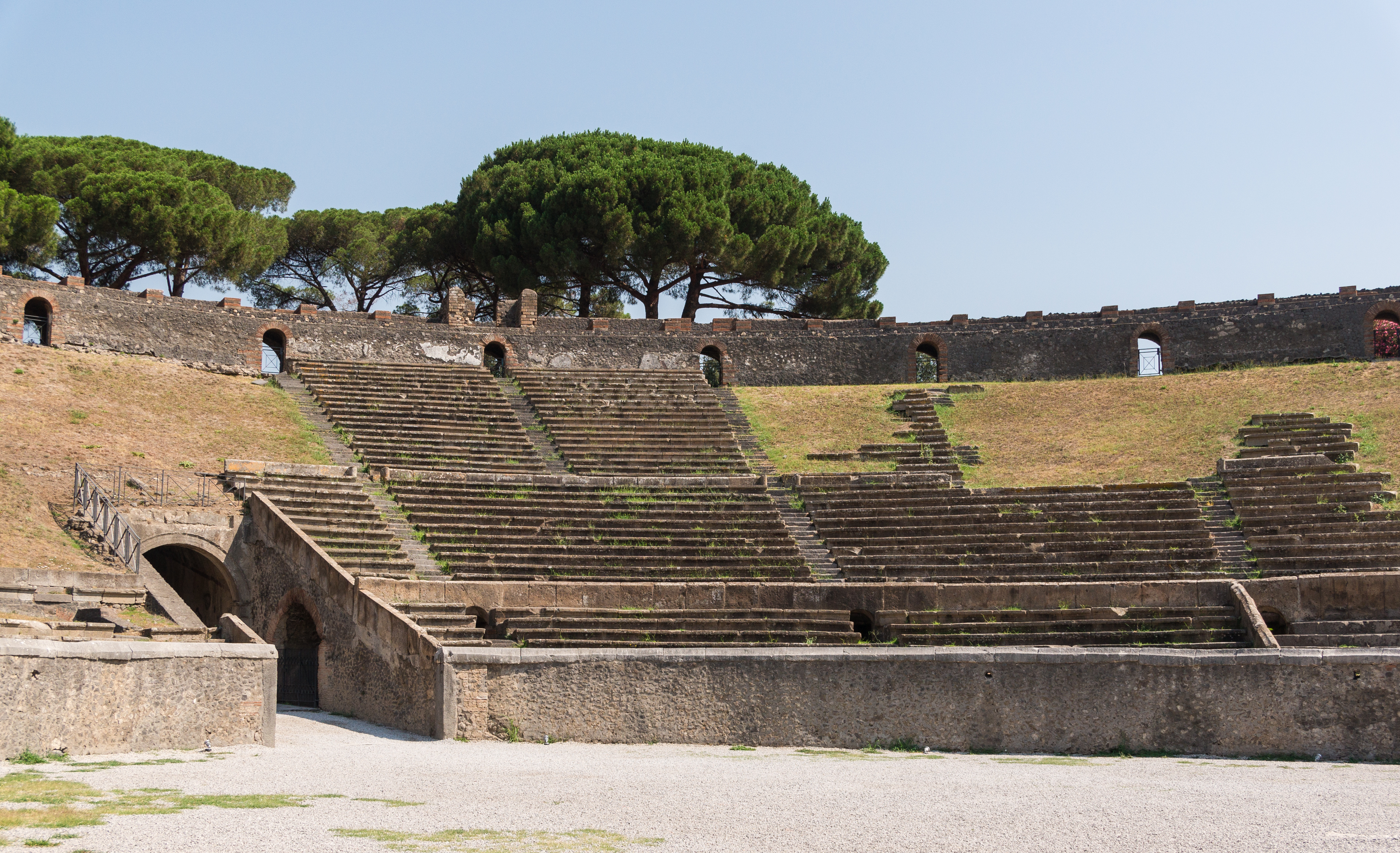
Amfiteatr w Pompejach, datowany na ok. 70 p.n.e., był najstarszą rzymską budowlą tego typu

Sulla zmarł w 78 a ustanowiony przez niego porządek okazał się nietrwały głównie dlatego, że odtąd nad republiką wisiało „widmo Sulli” – zagrożenie iż zwycięski wódz pogwałci wszelkie prawa i użyje swojej armii do zaprowadzenia rządów dyktatorskich. Jeszcze w tym samym roku konsul Marcus Emilius Lepidus usiłował obalić istniejący reżim rzucając hasło restytucji zagrabionych majątków. Jego pokonanie wymagało przyznania nadzwyczajnego dowództwa (bo nie sprawował żadnej magistratury) Cnaeusowi Pompeiusowi, który wyróżnił się we wcześniejszych walkach z popularami. Po pokonaniu Lepidusa w 77 Pompeius wymusił kolejne dowództwo, tym razem w Iberii, gdzie od 80 rządził związany z popularami Sertorius. Pompeius pokonał go po ciężkich walkach dopiero w 72. Tymczasem w Italii w 73 wybuchło największe w historii Rzymu powstanie niewolników, którego stłumienie powierzono kolejnemu wodzowi powołanemu poza zwyczajnym porządkiem, Marcusowi Liciniusowi Crassusowi. Latem 71 pod Rzymem stały dwie zwycięskie armie, których wodzowie, Pompeius i Crassus, domagali się od senatu zgody na ubieganie się o konsulat, chociaż obaj formalnie nie mieli do tego prawa (Pompeius nie był nawet senatorem). Silni poparciem swoich żołnierzy uzyskali oni jednak to co chcieli, a opór senatu sprawił jedynie, iż zawarli sojusz z popularami. W rezultacie w trakcie konsulatu Pompeiusa i Crassusa sullańska oligarchia została zdemontowana, tzn. senat stracił kontrolę nad republiką, ponieważ przywrócono trybunom pełnię władzy, sporządzono rejestr obywateli Italii, co sprawiło, że dawni sprzymierzeńcy nareszcie uzyskali pełnię praw politycznych, oraz odebrano senatorom monopol na zasiadanie w trybunałach. Po konsulacie roku 70 Pompeius zdobył wśród ludu nową popularność, czego skutki objawiły się w 67, kiedy ten na mocy uchwalonej przez siebie ustawy przyznał mu nadzwyczajne dowództwo (imperium infinitum) na obszarze całego Morza Śródziemnego do walki z piratami, z prawem praktycznie nieograniczonego korzystania z zasobów państwa. Pompeius rozprawił się z piratami w trzy miesiące i w rezultacie wkrótce potem bez trudu uzyskał rozciągnięcie swojego imperium na prowincje azjatyckie, gdzie trwała właśnie III wojna mithradatejska (74–63 p.n.e.), bez ograniczenia w czasie i z prawem stanowienia o wojnie i pokoju. Wojnę przeciwko Mithradatesowi do tej pory prowadził dawny podwładny Sulli, Lucullus, któremu udało się zdobyć Pont i pokonać zięcia Mithradatesa, króla Armenii Tigranesa II (95–56). Lucullus musiał jednak wycofać się z posiadłości tego ostatniego w wyniku buntu swoich żołnierzy. W międzyczasie Mithradates powrócił do swojego królestwa i rozbił okupującą go rzymską armię. W tym momencie na wschód przybył Pompeius, który ostatecznie pokonał Mithradetesa, zmusił Tigranesa do poddania się, po czym w 65 wkroczył do Syrii i zamienił ją w rzymską prowincję, usuwając ostatniego Seleukidę Antiocha XIII (69–64). Ostatnim aktem kampanii Pompeiusa na wschodzie był podbój Judei w 63 – w tym samym roku Mithradates zginął śmiercią samobójczą. Po 25 latach od wybuchu pierwszej wojny z Mithradatesem pod panowanie republiki dostała się cała Azja Mniejsza i Syropalestyna.

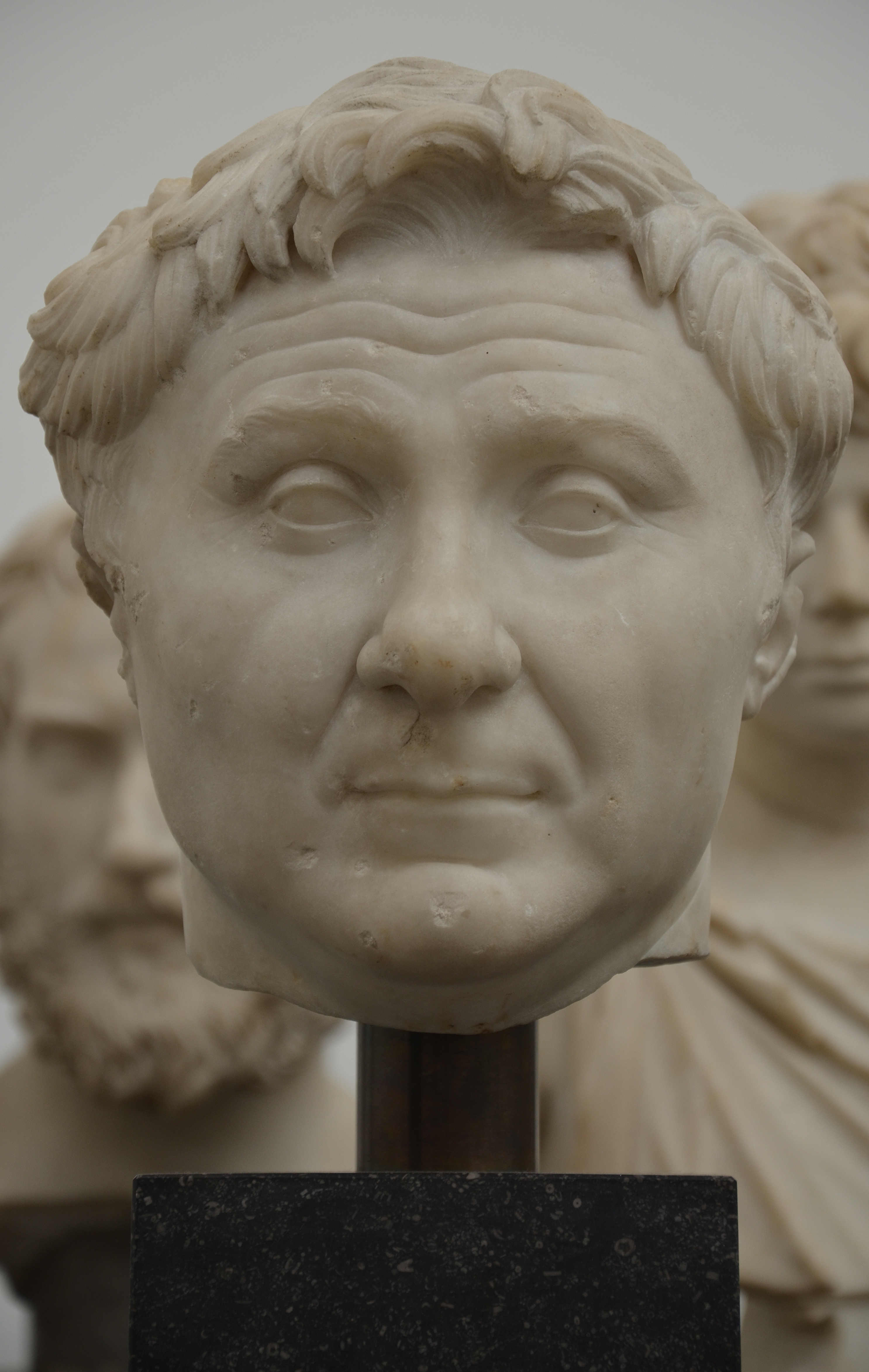
Podobizna Pompeiusa z I połowy I wieku n.e. znajdująca się w Ny Carlsberg Glyptotek

Zdobycie jakiejkolwiek magistratury wiązało się z ogromnymi kosztami związanymi z kampanią i po prostu kupowaniem wyborców, a uchwalane w latach 67–52 ustawy karzące przekupstwo (ambitu) tylko powiększyły koszty kariery politycznej, faworyzując największych bogaczy. Zgodnie z ówczesnym powiedzeniem, namiestnik prowincji musiał z niej wrócić z trzema majątkami: jednym dla zwrócenia kosztów wyboru na urząd, po którym uzyskał prowincję, drugim dla przekupienia sędziów z trybunału sądzącego za zdzierstwa (de repetundis) i trzecim by mieć z czego żyć później. Porażka na którymś etapie politycznej kariery groziła nie tylko jej końcem, ale także osobistą ruiną. W 64 grupa takich zrujnowanych nobilów zawiązała sprzysiężenie mające na celu wyniesienie jednego z nich, Catiliny, na urząd konsula, a w razie niepowodzenia dokonanie przewrotu siłą. Gdy Catilina przegrał wybory przystąpił do tworzenia oddziałów z ubogich mieszkańców Etrurii, a także Kampanii i Apulii, przyciągając ich hasłami zniesienia długów i innych reform społecznych. Sprzysiężenie zostało jednak zniszczone dzięki energicznym działaniom konsula Cicerona – w 62 Catilina zginął w bitwie z siłami republiki.
Wracając do Italii Pompeius „miał wszelkie prawo spodziewać się, że sława największego zdobywcy w dziejach republiki, zdobycie majątku równego rocznym dochodom państwa oraz uczynienie wszystkich władców Wschodu po Armenię własnymi klientami (i dłużnikami), dodane do posiadanych już wpływów, wystarczą dla zapewnienia mu przewodniej pozycji w życiu politycznym Rzymu” i ku ogólnej uldze nie poszedł w ślady Sulli, lecz po wylądowaniu w 62 w Brundisium rozpuścił swoją armię. Gdy rozwiał się strach przed jego żołnierzami okazało się, że Pompeius znalazł się w politycznej izolacji i z powodu oporu senatu oraz wrogiego mu od czasów wspólnego konsulatu Crassusa nie może uzyskać ani zatwierdzenia swoich zarządzeń na Wschodzie ani ziemi dla swoich weteranów. Izolację Pompeiusa przerwał Caius Iulius Caesar „dzięki wujowi Mariusowi i teściowi Cinnie oczywisty lider popularów, przyjaciel Crassusa”, który w 60 „zdołał pogodzić obu potentatów i zawarł z nimi tajne porozumienie, w historiografii nowożytnej zwane «pierwszym triumwiratem»: oni mieli dopomóc mu zdobyć konsulat, on jako konsul miał przeprowadzić nadanie ziemi weteranom Pompeiusa i uznanie jego wschodnich rozporządzeń, oraz rewizję w dół kontraktów dzierżawy w Azji, której domagał się Crassus”.
Ustawa rolna Caesara przewidywała rozdział ziemi po jej uprzednim odkupieniu przez państwo i obejmowała nie tylko weteranów Pompeiusa, ale i wielu zwykłych obywateli. Pomimo to senat i drugi konsul, Marcus Calpurnius Bibulus gwałtownie jej się sprzeciwiali, lecz z powodu poparcia ludu ich opór zdał się na nic. Ceasar dotrzymał także pozostałych zobowiązań wobec Pompeiusa i Crassusa i uzyskał dla siebie pięcioletnie namiestnictwo Galii Cisalpejskiej i Transalpejskiej (utworzonej w 121 po podbiciu Alloborgów i Wolsków), po czym w 58 przystąpił do podboju pozostałej części Galii. Zajęło mu to ponad sześć lat – nowa prowincja została ostatecznie spacyfikowana dopiero po stłumieniu ogólnego powstania pod wodzą Wercyngetoryksa (53–51). Porozumienie triumwirów trwało nadal i dzięki ich wspólnym wpływom namiestnictwo Caesara zostało przedłużone o kolejne 5 lat, podczas gdy Pompeius i Crassus zagwarantowali sobie władzę odpowiednio w Iberii i Syrii. Triumwirat przestał istnieć gdy w 53 Crassus zginął w bitwie z Partami pod Carrhae. W wyniku tej druzgocącej klęski „prestiż państwa rzymskiego doznał wielkiego uszczerbku, a jego granice były odtąd narażone na ataki Partów”.

### Dyktatura Caesara, drugi triumwirat i upadek republiki

Republika pod koniec swojego istnienia

Srebrne skyfos z tzw. skarbu z Berthouville, ok. 50 p.n.e. Bibliothèque nationale

Śmierć Crassusa sprawiła, że także porozumienie pomiędzy Caesarem i Pompeiusem zaczęło się rozpadać. Tymczasem w Rzymie postępowała anarchizacja życia politycznego. Zgromadzenie wyborcze mogło być przeprowadzone jedynie przy zapewnieniu mu zbrojnej ochrony i miasto stało się areną walk bojówek plebsu zorganizowanych przez zbliżonego do popularów Clodiusa i oddziałów gladiatorów optymaty Milona. W 54 nie udało się przeprowadzić wyborów magistratów, a w 52 paraliż sięgnął jeszcze dalej – nie wybrano nawet interrexa. Prawdziwa anarchia dotknęła jednak Rzym po zamordowaniu Clodiusa przez Milona 18 stycznia 52 – rozwścieczeni zwolennicy zabitego spalili siedzibę senatu i kilka gmachów na Forum, zaś miasto ogarnęła fala zamieszek, walk pomiędzy zbrojnymi bandami, mordów i rabunków. W akcie desperacji senat doprowadził do mianowania Pompeiusa konsulem bez kolegi, oferując mu władzę niemal dyktatorską jako jedynemu człowiekowi zdolnemu przywrócić porządek. Ten zapanował natychmiast i po uchwaleniu surowych, działających wstecz ustaw, przeprowadzono szereg procesów o gwałt i korupcję. Początkiem końca przymierza pomiędzy Pompeiusem i Caesarem była ustawa zgodnie z którą o konsulat należało się ubiegać osobiście. W sytuacji zbliżającego się końca imperium Caesara w Galii oznaczało to iż musiałby on przybyć do Rzymu rządzonego przez nienawidzących go optymatów, gdzie czekałaby go „pewna zguba, zapewne nie w postaci mordu, ale w majestacie pompejańskiego prawa: rozprawy o przemoc i pogwałcenie prawa auguralnego za konsulatu, toczonej przed trybunałem mianowanym przez jego śmiertelnych wrogów i otoczonym wojskiem”.

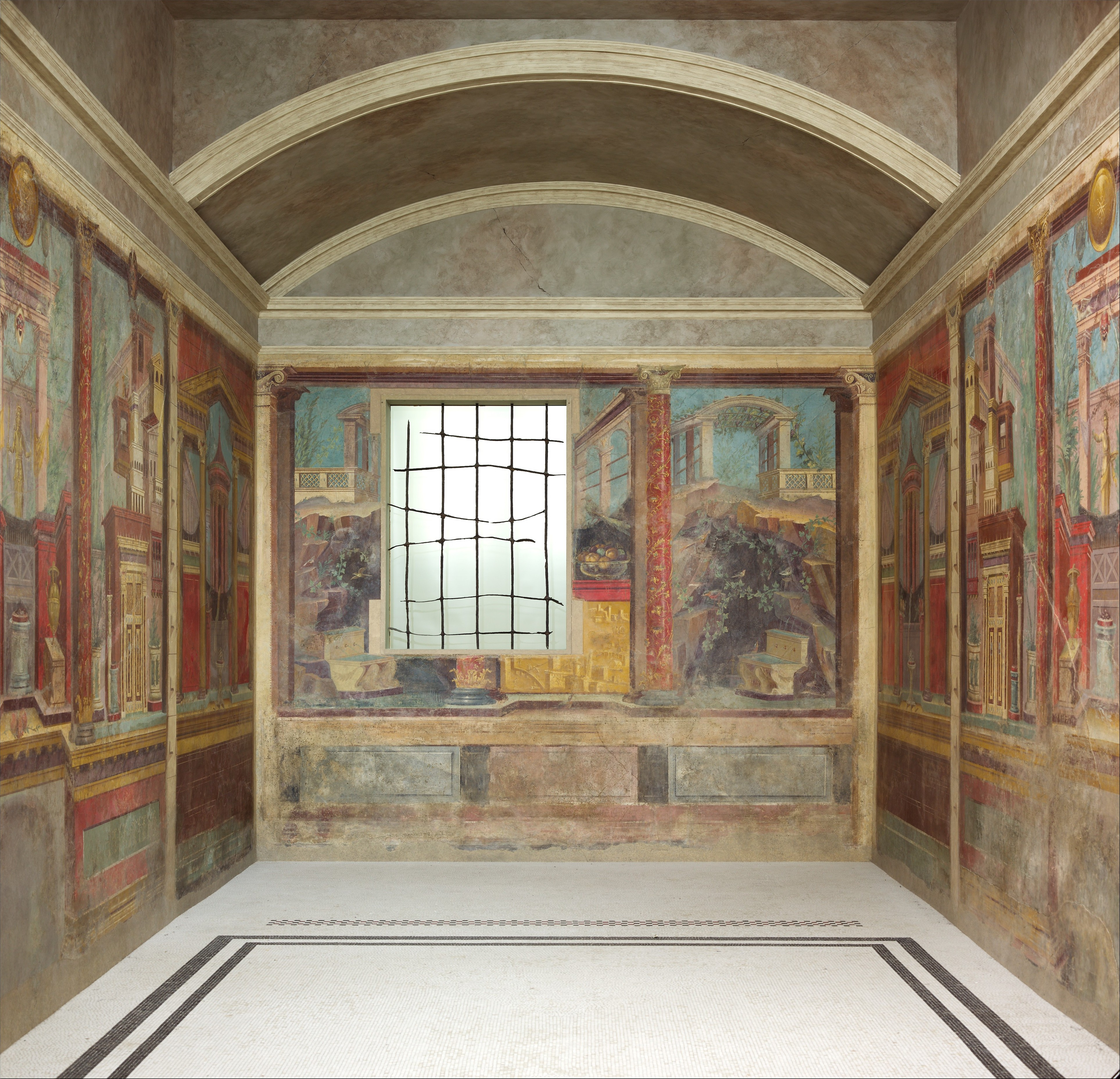
Zrekonstruowane cubiculum Villi P. Fanniusa Synistera w Boscoreale z ok. 50 – 40 p.n.e. Metropolitan Museum of Art

Większość Rzymian chciała uniknąć zbliżającej się wojny domowej i w senacie przegłosowano wniosek by w interesie publicznym obaj potentaci złożyli władzę. Pompeius szybko jednak przywołał senat do porządku i ten niemal jednomyślnie odwołał Caesara z Galii. W odpowiedzi 10 stycznia 49 roku Caesar wkroczył do Italii. Teoretycznie miał on niewielkie szanse na zwycięstwo, bowiem dysponował jedynie zasobami Galii przeciwko reszcie imperium, jednak tę niedogodność zniweczyła jego szybkość działania. Wobec błyskawicznej ofensywy przeciwnika Pompeius wraz z większością senatorów opuścił Italię i rozpoczął formowanie armii na Bałkanach. Caesar jeszcze w tym samym roku pokonał siły przeciwnika w Iberii po czym powrócił do Italii i mimo zaczynającej się zimy przeprawił się na drugą stronę Adriatyku, by latem 48 pokonać swojego rywala w decydującej bitwie pod Pharsalos. Pompeius uciekł do Egiptu, został tam jednak zamordowany przez Ptolemeusza XIII (51–47). By zakończyć wojnę Caesar musiał jeszcze pokonać siły pompejańczyków w Numidii w 46 i ponownie w Iberii w 45.

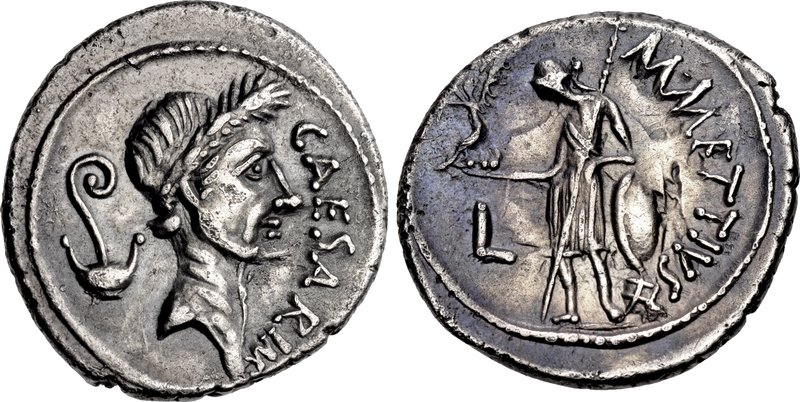
Denar Juliusa Caesara. Caesar był pierwszym Rzymianinem, którego podobizna pojawiła się na monetach za jego życia

Od 49 Caesar sprawował urząd dyktatora, przy czym osobliwością jego postępowania było „konsekwentne dążenie do zminimalizowania kosztów społecznych bratobójczego konfliktu. [...] jego zwycięstwu nie towarzyszyły masowe mordy, proskrypcje ani grabież. Eliminowanie wrogów politycznych, z których większość i tak zginęła podczas wojny, ograniczył do kilku osób; konfiskaty majątków dotknęły tylko nielicznych”. Przy okazji nadawania ziemi swoim żołnierzom Caesar zadbał też o to, by otrzymało ją również wielu zwykłych obywateli, przy czym osadzał kolonistów przede wszystkim poza Italią, unikając wywłaszczeń. Pomimo tego umiarkowania dla części nobilitas rządy Caesara były nie do przyjęcia po prostu, dlatego że sprawował on de facto monarchiczną władzę, obracając wniwecz ideę republiki, a nawet zmierzając do przyjęcia tytułu królewskiego. To z tego powodu 15 marca 44 Caesar został zamordowany przez spiskowców działających pod przywództwem Marcusa Iuniusa Brutusa i Caiusa Cassiusa Longinusa. Plebs i weterani Caesara pałali żądzą zemsty, urzędujący konsul, Marcus Antonius, dla uniknięcia rozlewu krwi doprowadził jednak do kompromisu: zarządzenia dyktatora uznano za nadal obowiązujące, a jednocześnie postanowiono nie ścigać jego zabójców. Pomimo to spiskowcy musieli uciekać z Rzymu przed gniewem ludu. Po otwarciu testamentu Caesara okazało się, że uczynił on swoim głównym spadkobiercą i przybranym synem wnuka swojej młodszej siostry, Caiusa Octaviusa. Ten przyjął nazwisko Caesara, z własnych i pożyczonych pieniędzy wypłacił zapisy testamentowe dyktatora dla miejskiego plebsu i pod hasłem zemsty rozpoczął zbieranie wokół siebie jego weteranów. Wkrótce Caesar Octavianus na czele prywatnej armii wystąpił przeciwko konsulowi jako temu, kto wyrzekając się zemsty na cezarobójcach zdradził przyjaźń Caesara, a wsparło go w tym wielu nieprzejednanych republikanów zaślepionych nienawiścią do Antoniusa. Kiedy podczas walk z Antoniusem Octavianus zażądał dla siebie konsulatu spotkał się jednak z odmową senatu i w odpowiedzi ruszył na Rzym. Po tej akcji zdobycia konsulatu gwałtem doszło do porozumienia pomiędzy cezarianami: w listopadzie 43 roku Antonius, Octavianus i Marcus Emilius Lepidus zostali ogłoszeni przez lud i senat triumwirami rei publicae constituende z nieograniczoną władzą na 5 lat. Zabójcy Caesara ustanowili swoją władzę na Wschodzie i w 42 triumwirowie pokonali ich w dwóch bitwach pod Philippi. Późniejsze przydzielanie weteranom ziemi w Italli przez Octavianusa doprowadziło do powstania jej ludności przeciwko triumwirom, lecz ostateczne zwycięstwo w tej tzw. wojnie peruzyńskiej (41) dało spadkobiercy Caesara panowanie nad rzymskim Zachodem, podczas gdy Antonius miał panować na Wschodzie. Pokonanie w 36 panującego dotąd na morzu Sextusa Pompeiusa nie tylko pozwoliło Octavianusowi zagarnąć Sycylię, ale i rządzoną przez Lepidusa Afrykę, kiedy armia tego ostatniego przeszła na jego stronę. Przymierze pomiędzy Octavianusem a Antoniusem było wzmocnione małżeństwem tego ostatniego z siostrą pierwszego, Octavią. Gdy Antonius oddalił Octavię, wiążąc się z królową Egiptu Kleopatrą (51–30), relacje pomiędzy dwoma triumwirami uległy właściwie zerwaniu. Z powodu związku z Kleopatrą, który był powszechnie postrzegany jako zdrada Rzymu, Antonius zaczął tracić popularność nawet wśród własnych żołnierzy. W 31 Octavianus pokonał Antoniusa pod Akcjum, a rok później zajął Egipt, podczas gdy Antonius i Kleopatra popełnili samobójstwo. Tym samym cały świat rzymski znalazł się w rękach Octavianusa. W 27 w starannie wyreżyserowanym geście zrzekł się on wszystkich nadzwyczajnych uprawnień, w odpowiedzi na co senat nadał mu zaszczytny tytuł Augustus i przyznał olbrzymią prowincję obejmującą Iberię, Galię, Syrię i Egipt. Ten akt uznaje się za koniec republiki i początek kształtowania się nowego ustroju starożytnego Rzymu, cesarstwa.